# Transregionaler Karawanenhandel in Ostafrika
Der transregionale Karawanenhandel in Ostafrika bezeichnet den Handelsboom in Ostafrika im 19. Jahrhundert, dessen Grundlage die rasant wachsende Nachfrage nach Elfenbein auf dem Weltmarkt war. Über einen Zeitraum von rund 70 Jahren prägten der Karawanenhandel mit Elfenbein und die Kämpfe um dessen enorme Profite das gesamte Gebiet, das heute Kenia, Uganda, Tansania, Ruanda und Burundi, Malawi, den östlichen Kongo und den nördlichen Teil Mosambiks umfasst.

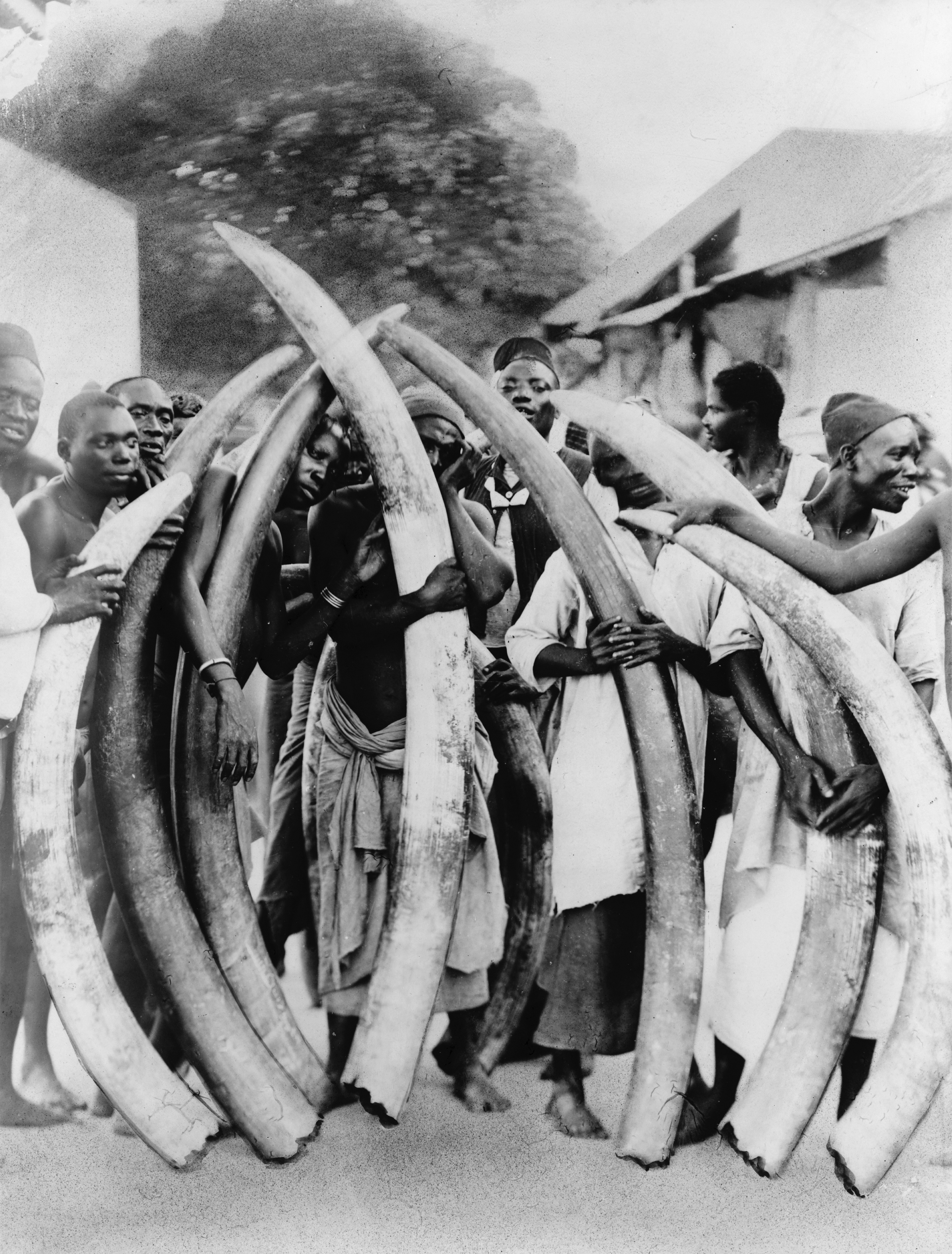
Karawanenträger mit Elfenbeinzähnen, vermutlich um 1890

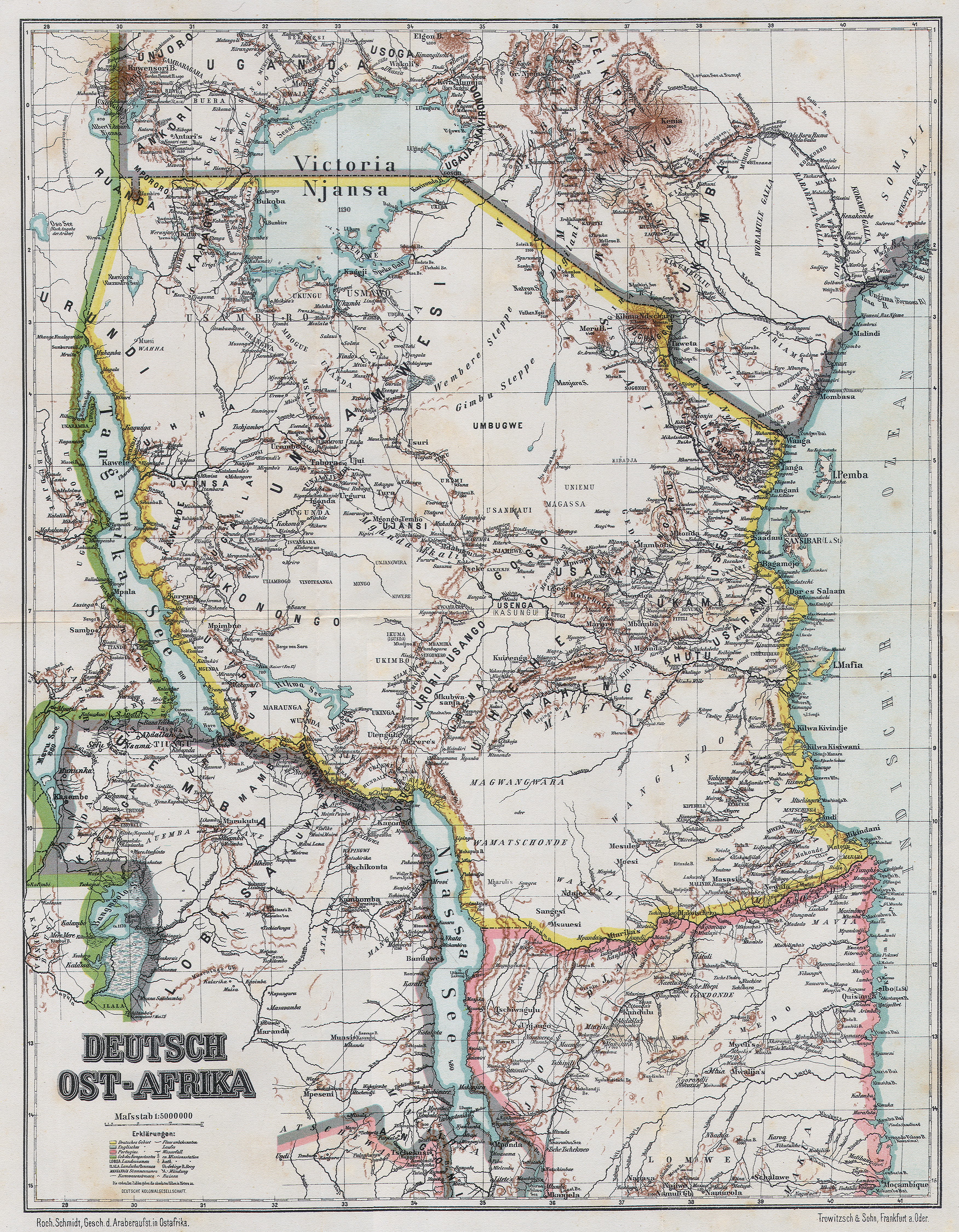
Ostafrika mit den kolonialen Grenzziehungen, Karte von 1893

Die stark gewachsene Nachfrage nach Elfenbein ging von Europa und Amerika aus; die Insel Sansibar wurde zur Drehscheibe des Warenaustausches. Händler der Swahili-Küste und aus dem Inland organisierten mit Karawanen von mehreren Tausend Menschen den Ankauf des Elfenbeins und seinen Transport zur Küste. Da keine anderen Transportmittel zur Verfügung standen, wurden die Waren ausschließlich von menschlichen Trägern befördert. Während zuvor verschiedene regionale Handelsnetze ineinandergriffen, etablierte sich nun ein Handelsnetzwerk, das von der Küste bis in den Kongo, ins Zwischenseengebiet und nach Buganda reichte.
Menschen aus allen Regionen hatten Anteil an dem Handel, sie profitierten von den Gewinnen oder hatten unter den Auswirkungen zu leiden. Der stetig steigende Import von Feuerwaffen als Tauschware gegen Elfenbein hatte in einigen Regionen grundlegende Änderungen der sozialen Verhältnisse zur Folge, und kriegerische Auseinandersetzungen um den Einfluss auf den Karawanenverkehr betrafen nun viele Gegenden Ostafrikas.
Gemeinsam mit dem Handel entwickelte sich eine spezielle Karawanenkultur, die auf den langen Handelstraditionen der Afrikaner im Inland gründete. Mit dem regen Karawanenverkehr fand zugleich ein umfangreicher Kulturtransfer und -austausch statt, der etwa im Inland die Ausbreitung des Islams, der Schriftkultur und anderer kultureller Elemente der Küstenregionen förderte.
Der transregionale Karawanenhandel wird als Eintritt Ostafrikas in den kapitalistischen Welthandel und als prägend für die Ende des 19. Jahrhunderts einsetzende Kolonialisierung Tanganyikas verstanden. Auch wenn der auf dem Elfenbeinhandel basierende Karawanenverkehr am Ende des Jahrhunderts abrupt abbrach, setzten sich wesentliche Strukturen des Handelssystems fort und bestimmten zukünftige Entwicklungen.

## Gesellschaft, Karawanenkultur und Handel in Ostafrika bis 1800

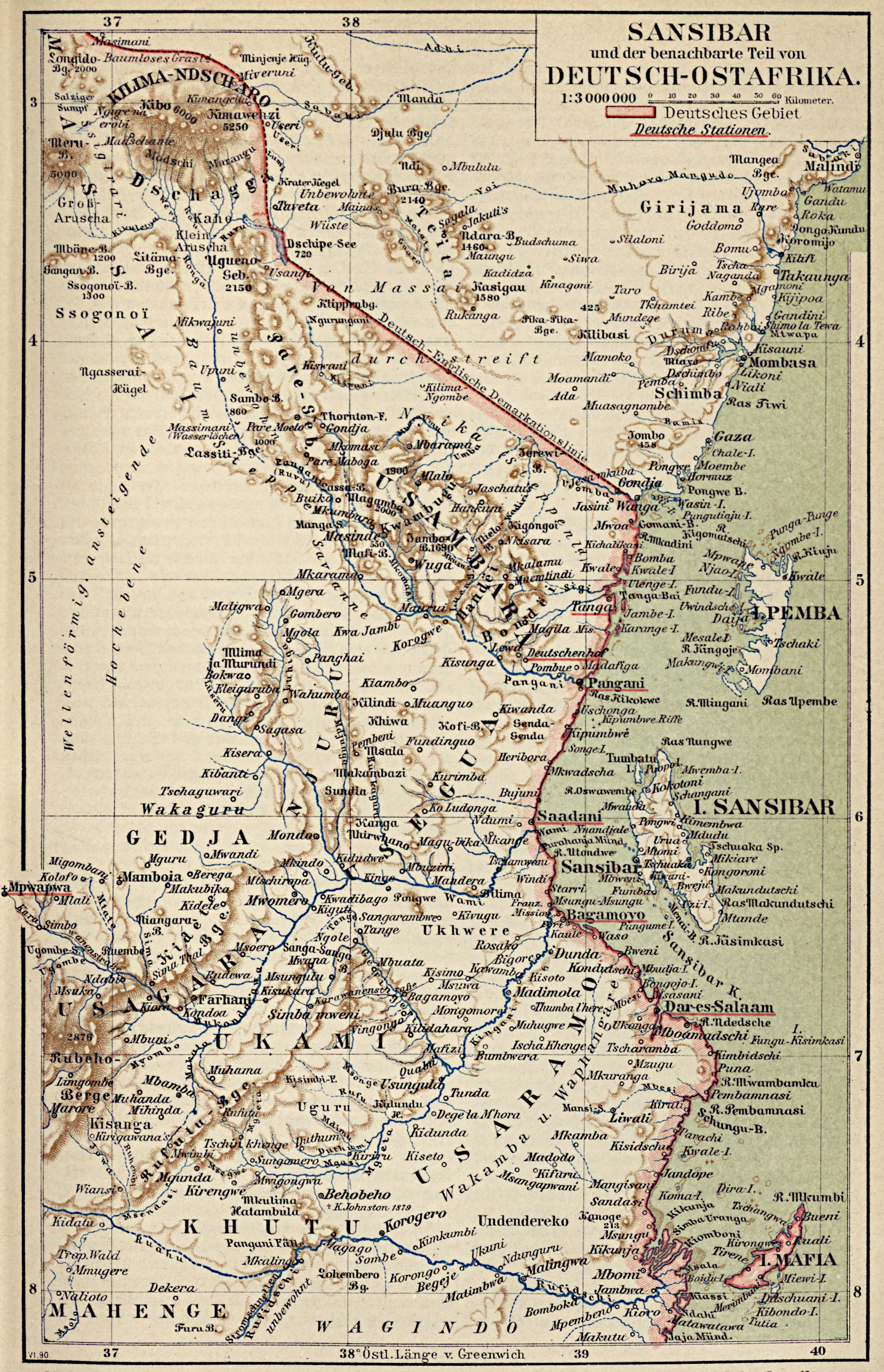
Der ostafrikanische Küstenstreifen mit den vorgelagerten Inseln Sansibar, Pemba und Mafia auf einer Karte aus den ersten Jahren des 20. Jahrhunderts

Während die Küste Ostafrikas seit Jahrhunderten als Azania bekannt und in das Handelsnetz des Indischen Ozeans eingebunden war, geben nur wenige schriftliche Quellen Auskunft über die Gesellschaften im Inneren Ostafrikas vor dem 19. Jahrhundert. Deutlich wird daraus, dass es sich größtenteils um kleine, flexible soziale Gebilde handelte, in denen die politische Macht dezentral organisiert war, verteilt auf Ältestenräte, rituelle Oberhäupter und Krieger. Sklaverei und persönliche Abhängigkeit waren verbreitet, allerdings handelte es sich dabei um eine Form der Sklaverei, die eine relative ökonomische Unabhängigkeit der Sklaven und deren Aufstieg in höhere soziale Ränge zuließ. Neben politischen und verwandtschaftlichen Beziehungen bildeten der Handel und Handelsreisen über größere Strecken hinweg ein Netzwerk, das den Kontakt zwischen den unterschiedlichen Gesellschaften förderte und ihr Wissen übereinander wesentlich bestimmte. Ethnische Identitäten spielten in den Handelsbeziehungen kaum eine Rolle, da sich die Gesellschaften nicht nach ethnischen Grenzen gliederten, sondern durch Sklaverei und eine hohe politische Flexibilität multiethnisch waren.
Unklar ist, wie weit die Handelsnetze im Inland jeweils reichten und wie sie ineinandergriffen. Die Küstenstädte pflegten seit langem enge Handelsbeziehungen mit den Gebieten im direkten Hinterland des Küstenstreifens. Diese Beziehungen wurden von innerafrikanischen Händlern und Elefantenjägern dominiert, die mit unterschiedlichen Strategien versuchten, Küstenhändler von Reisen ins Inland abzuhalten. Durch Überfälle auf Reisende von der Küste oder Gerüchte von Menschenfressern und Monstern gelang es ihnen bis zum Beginn des 19. Jahrhunderts, ihre Position als Zwischenhändler für den Warenaustausch zwischen dem Landesinneren und der Küste zu behaupten und die Preise zu bestimmen. Bis zum Beginn des 19. Jahrhunderts gelangten Waren aus dem Inland ausschließlich über diese Zwischenhändler zur Küste. Küstenhändler reisten selbst nicht dorthin.
Im weiter entfernten Inland, in Zentraltanganyika, entstanden ebenfalls Handelsnetzwerke, die Verbindungen zu den Händlern im Küstenhinterland hielten und Beziehungen bis in den Kongo, nach Bunyoro und Buganda hinein aufbauten. Für eine Handelsreise taten sich mehrere Händler zu einem Karawanenunternehmen zusammen. Die Waren wurden ausschließlich von Menschen transportiert. Gehandelt wurde mit Soda, Eisen, Kupfer, Vieh, Häuten, Getreide und Töpferwaren.
Elfenbein stellte eine untergeordnete Handelsware dar, die über Zwischenhändler zur Küste gelangte. Hauptabnehmer waren indische Händler. In Indien wurde das Elfenbein vornehmlich zu Brautschmuck verarbeitet, den Frauen als Zeichen ihres ehelichen Status bei ihrer Heirat erhielten. Da der Schmuck beim Tod der Frau ebenfalls „bestattet“ wurde, bestand ein stetiger, nahezu unveränderter Bedarf an ostafrikanischem Elfenbein.
Ein weiteres Exportprodukt Ostafrikas waren Sklaven, die von der ostafrikanischen Küste in viele Anrainerstaaten des Indischen Ozeans verschifft wurden. Gegen Ende des 18. Jahrhunderts stieg die Nachfrage durch den Bedarf an Arbeitskräften auf den französischen Zuckerrohrplantagen von Mauritius und Réunion: Der Handel intensivierte sich entsprechend. Um diese Zeit exportierte die südliche Swahiliküste einige Hundert bis einige Tausend Sklaven jährlich.
Die Steigerung des Handels führte dazu, dass sich die verschiedenen Handelsnetzwerke gegen Ende des 18. Jahrhunderts deutlich ausweiteten, die Händler suchten nach neuen Absatz- und Gewinnmöglichkeiten. Um 1800 erreichten zwei Elefantenjäger aus Zentraltansania auf der Suche nach neuen Handelspartnern die ostafrikanische Küste vor Sansibar. Damit hatten die Handelsnetzwerke der Küste und des Inlandes Anschluss aneinander gefunden.

## Ostafrika und der Oman als politische und wirtschaftliche Macht

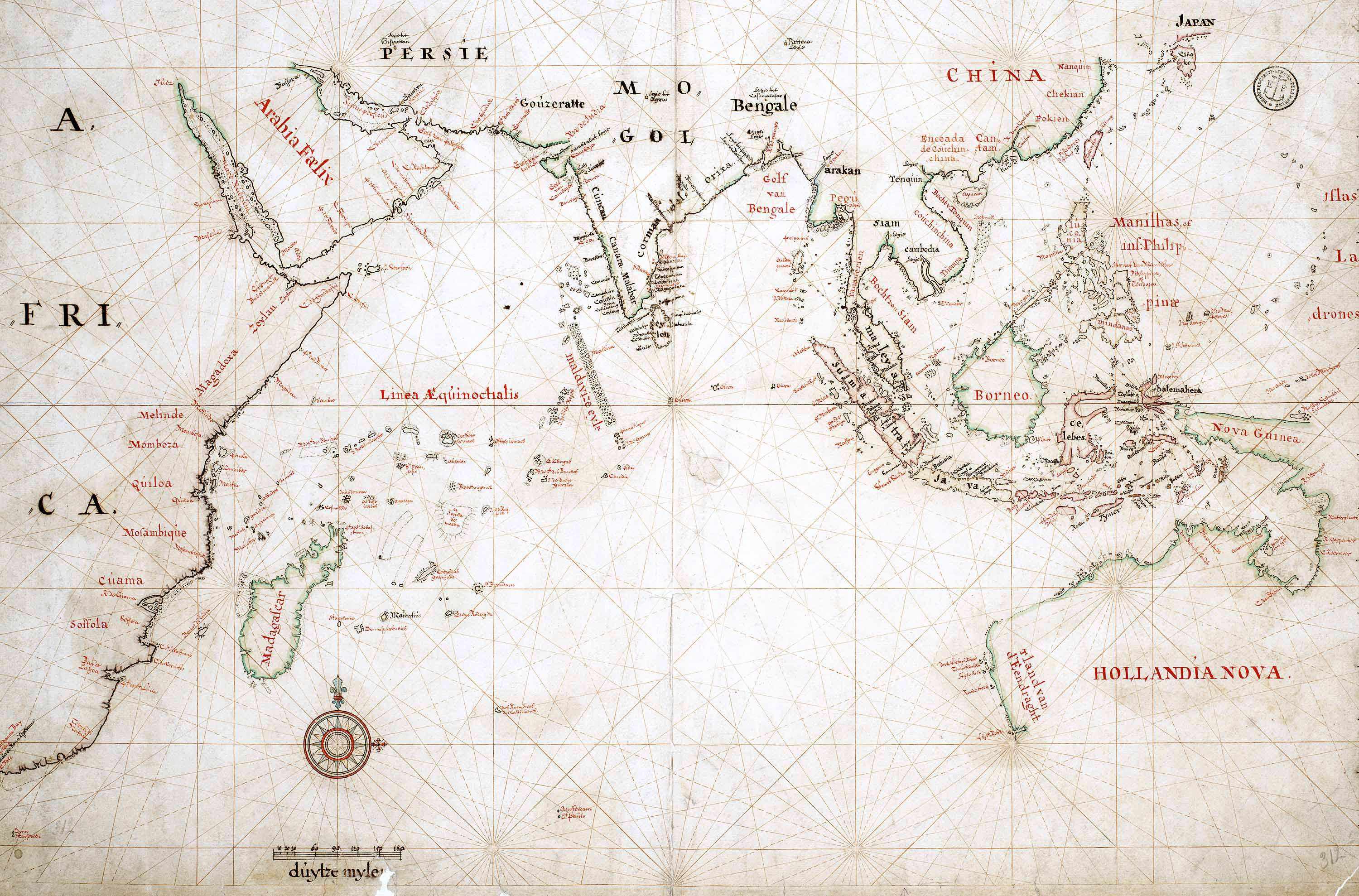
Der Indische Ozean auf einer Karte aus dem 17. Jahrhundert. An der ostafrikanischen Küste sind die Städte Mombasa und Kilwa sowie die Inseln Sansibar, Pemba und Mafia eingezeichnet.

Die Städte an der ostafrikanischen Küste pflegten seit Jahrhunderten nicht nur Kontakte zu den Gesellschaften in Innerafrika, sondern auch zu den Anrainergebieten des Indischen Ozeans, zu Indien, dem Iran, Mosambik und Äthiopien. Besonders enge Beziehungen bestanden zu den arabischen Reichen des Nahen Ostens. Einflussreiche omanische Dynastien hatten seit dem 17. Jahrhundert eine wichtige Rolle an der ostafrikanischen Küste gespielt. Zentrum ihrer Macht hier war die Stadt Mombasa gewesen.
Seit Beginn des 19. Jahrhunderts bauten omanische Plantagenbesitzer erfolgreich Gewürznelken und Zucker auf Sansibar an, und der daraus entstandene Bedarf an Arbeitskräften kurbelte den Sklavenhandel zusätzlich kräftig an. Nachdem der Export von Elfenbein, der hauptsächlich nach Indien ging, über die mosambikanischen Häfen besteuert wurde, wurde der Elfenbeinhandel zunehmend über die nördlicheren Teile der ostafrikanischen Küste abgewickelt, die Regionen also, denen die Inseln Mafia, Sansibar und Pemba vorgelagert waren. Die Konzentration des Handels auf die Küstenregion zwischen Mombasa und Kilwa traf so mit der Verknüpfung der Handelsnetze bis weit ins Innere Ostafrikas zusammen.
Schließlich trafen diese Ereignisse mit einer wachsenden Nachfrage nach Elfenbein zusammen. Zudem stiegen die Weltmarkt-Preise für Öle, die in Ostafrika in Form von Kokosnüssen und Sesam produziert wurden, sowie für Kopal, das für die Produktion von Anstrichen genutzt wurde. Nelken und Zucker, Öle, Kopal und Elfenbein versprachen hohe Profite, doch bis in die ersten Jahrzehnte des 19. Jahrhunderts hinein wurden diese Produkte weiterhin von innerafrikanischen Händlern zur Küste gebracht und der Handel wurde von ihnen kontrolliert.

## Sansibar als Sitz des omanischen Sultans

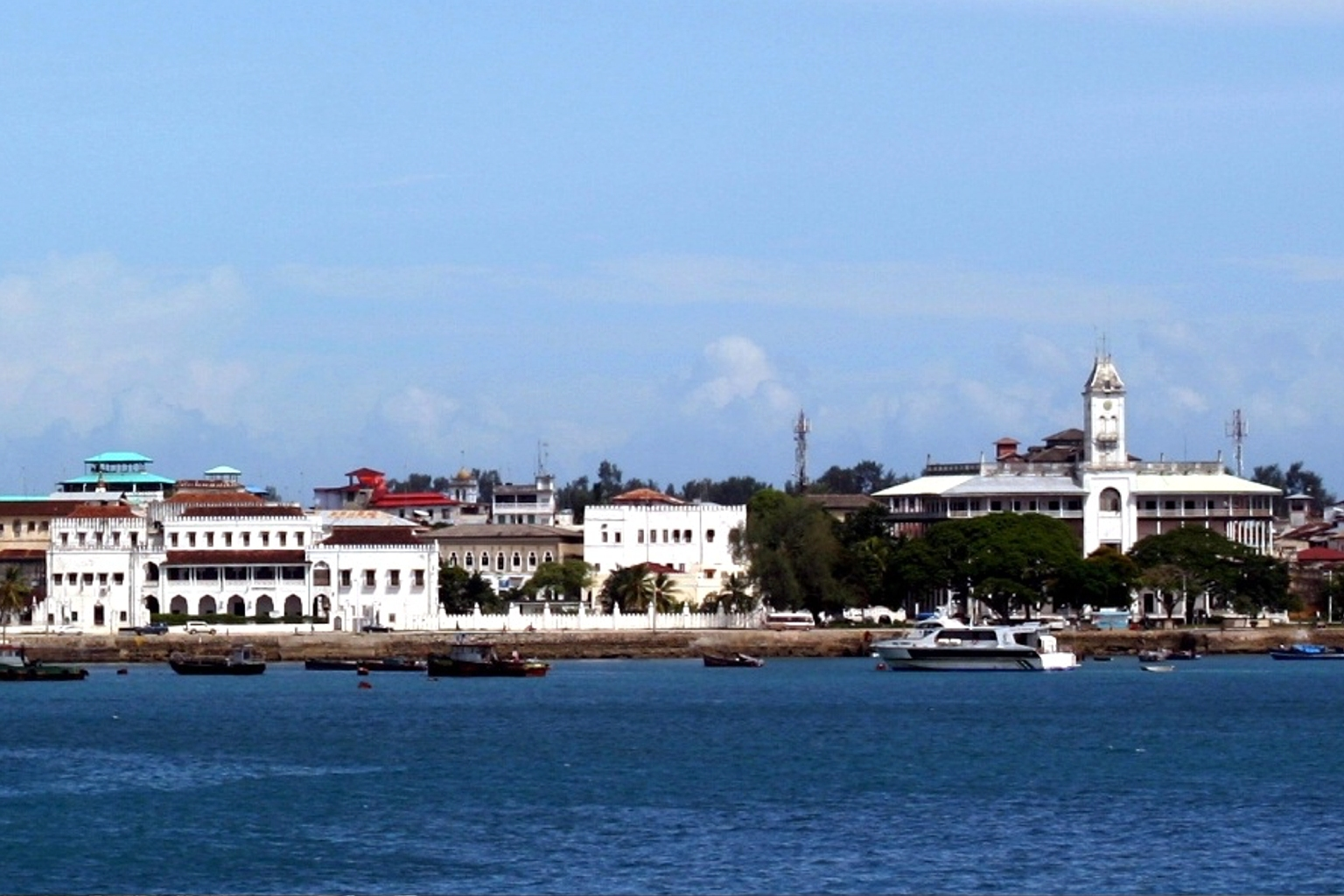
Hafenfront von Sansibar-Stadt 2007, links der Sultanspalast, erbaut nach dem Umzug des Sultans nach Sansibar, rechts das 1883 erbaute Elektrizitätswerk: Beit al-Ajaib, im Volksmund House of Wonder genannt

Ein einschneidender politischer und in der Folge auch wirtschaftlicher Wandel vollzog sich zwischen 1830 und 1850. Sansibar als Zentrum eines sich anbahnenden Wirtschaftsbooms weckte zunehmend das Interesse asiatischer und europäischer Mächte. Großbritannien und Frankreich sahen darüber hinaus in der Insel einen strategisch wichtigen Stützpunkt, um ihren Einfluss im westlichen Indik zu behaupten.
Kapitalstarke Handelshäuser aus Bombay, die seit langem Beziehungen zum omanischen Königshaus pflegten und in den ostafrikanischen Elfenbeinhandel involviert waren, eröffneten Dependancen, zahlreiche risikobereite indische Händler zogen in die Stadt. In den 1830er und 1840er Jahren etablierten auch Handelshäuser aus Europa und Amerika Niederlassungen, darunter etwa die Hamburger Firmen Hansing & Co sowie O’swald & Co.
1832 trug das omanische Herrscherhaus dieser Entwicklung Rechnung: Die führende omanische Busaid-Dynastie verlegte ihren Sitz von Maskat nach Sansibar und löste damit die in Mombasa ansässigen Dynastien ab, die bisher den omanischen Einfluss an der ostafrikanischen Küste vertreten hatten. Sansibar wurde unter der Autorität des Imams von Maskat, Sultan Sayyid Said, zum politischen, wirtschaftlichen und kulturellen Zentrum Ostafrikas.
Mit dem Umzug des Regenten folgten zahlreiche weitere wohlhabende und einflussreiche Familien aus Anrainerregionen des Indischen Ozeans sowohl auf die Inseln als auch auf den Küstenstreifen des Festlandes und ließen sich als Plantagenbesitzer nieder. Sultan Sayyid Said war selbst Besitzer ausgedehnter Nelkenplantagen auf Sansibar und Pemba, deren Unterhalt von Sklavenarbeit abhängig war, und er unterstützte die Entstehung von weiteren Nelkenfeldern auf den Inseln. Neben Gewürznelken entstanden auch ausgedehnte Zuckerrohrplantagen. Der Bedarf an Plantagenarbeitern und damit an Sklaven stieg enorm. Gewürze, Sklaven, Zucker und Elfenbein versprachen hohe Profite. Um 1850 waren bereits um die 200.000 der Bewohner Sansibars Sklaven, vermutlich mehr als die Hälfte der Einwohnerschaft.
Die Macht des omanischen Sultans war nicht auf die Inselgebiete, die Sansibar, Mafia und Pemba umfassten, beschränkt. Im Küstenstreifen zwischen Tanga und Kilwa baute der omanische Herrscher seinen Einfluss aus, und es entstand eine Verwaltung zur Steuereintreibung, die den Sultan an den Geschäften der Kaufleute in seinem Einflussbereich profitieren ließ. Die Grenzen seines Einflusses waren jedoch nicht klar definiert, die Loyalität der Küstenstädte war stets ein Gegenstand von Verhandlungen. Über militärische Mittel, seinen Einfluss ins Landesinnere hinein auszubauen, verfügte der Sultan nicht.

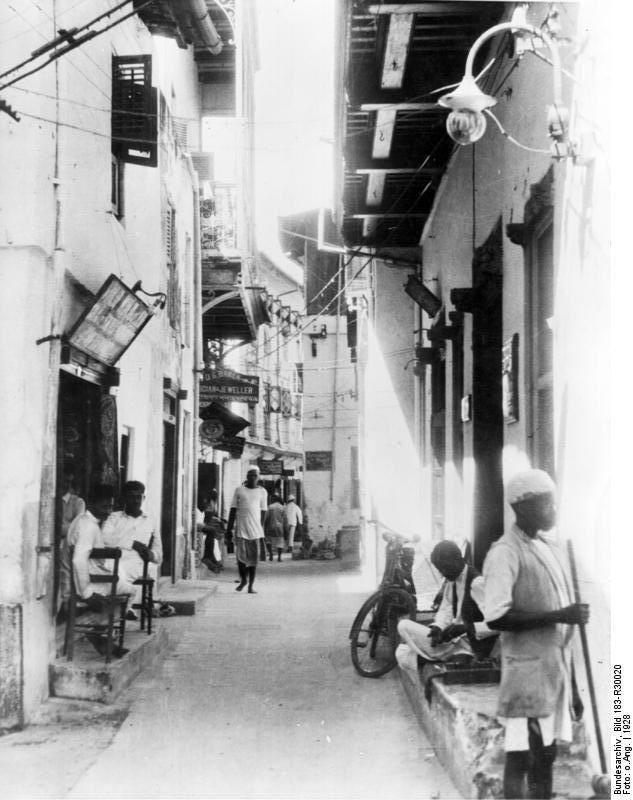
Die in der zweiten Hälfte des 19. Jahrhunderts entstandene arabische Altstadt von Sansibar-Stadt. Foto von 1928.

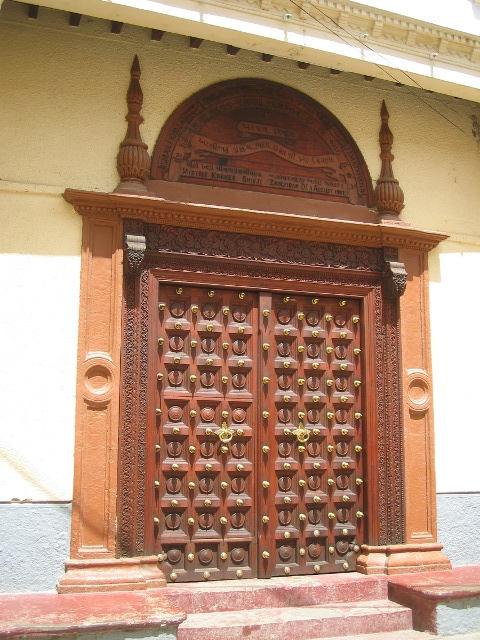
Eine der typisch geschnitzten Türen in der historischen Altstadt von Sansibar-Stadt

## Sansibar als kosmopolitisches Zentrum Ostafrikas
Die Bevölkerung Sansibars spiegelte die unterschiedlichen Einflüsse auf die Insel und die vielfältigen Beziehungen ihrer Bewohner wider. Araber aus dem Oman und dem Hadramaut, Inder, Komorer und Afrikaner aus verschiedenen Gegenden des Inlands lebten hier hauptsächlich vom Karawanenhandel, hinzu kamen die Sklaven aus dem Inneren, die ebenfalls einen bedeutenden Einfluss auf die Entwicklungen an der Küste hatten.
Mit den Einwanderern kamen ihre Religionen und kulturellen Gepflogenheiten. Die indischen Kaufleute waren zumeist Hindus. Der Islam erfuhr eine Erneuerung, die auf die Einwanderer aus dem Hadramaut und den Komoren zurückging. Unter ihnen waren viele muslimische Gelehrte, die Sansibar zu einem Zentrum islamischer Gelehrsamkeit machten. Während der Islam an der ostafrikanischen Küste bisher durch Oralität, Status und religiöse Reinheit bestimmt war, basierte der neue Islam auf Schriftlichkeit, der Vernetzung mit der sich modernisierenden globalen islamischen Welt und einem weitaus egalitäreren Gesellschaftsmodell.
Ein rasch entstehendes urbanes Zentrum aus mehrstöckigen Steinhäusern verdrängte die bis dahin typischen Swahili-Häuser an den Rand von Sansibar-Stadt. Sansibar wurde zum kosmopolitischen Schmelztiegel, der eine große Anziehungskraft ausübte und die kulturellen und religiösen Trends der Region maßgeblich mitbestimmte.

## Impulse für den Elfenbeinhandel

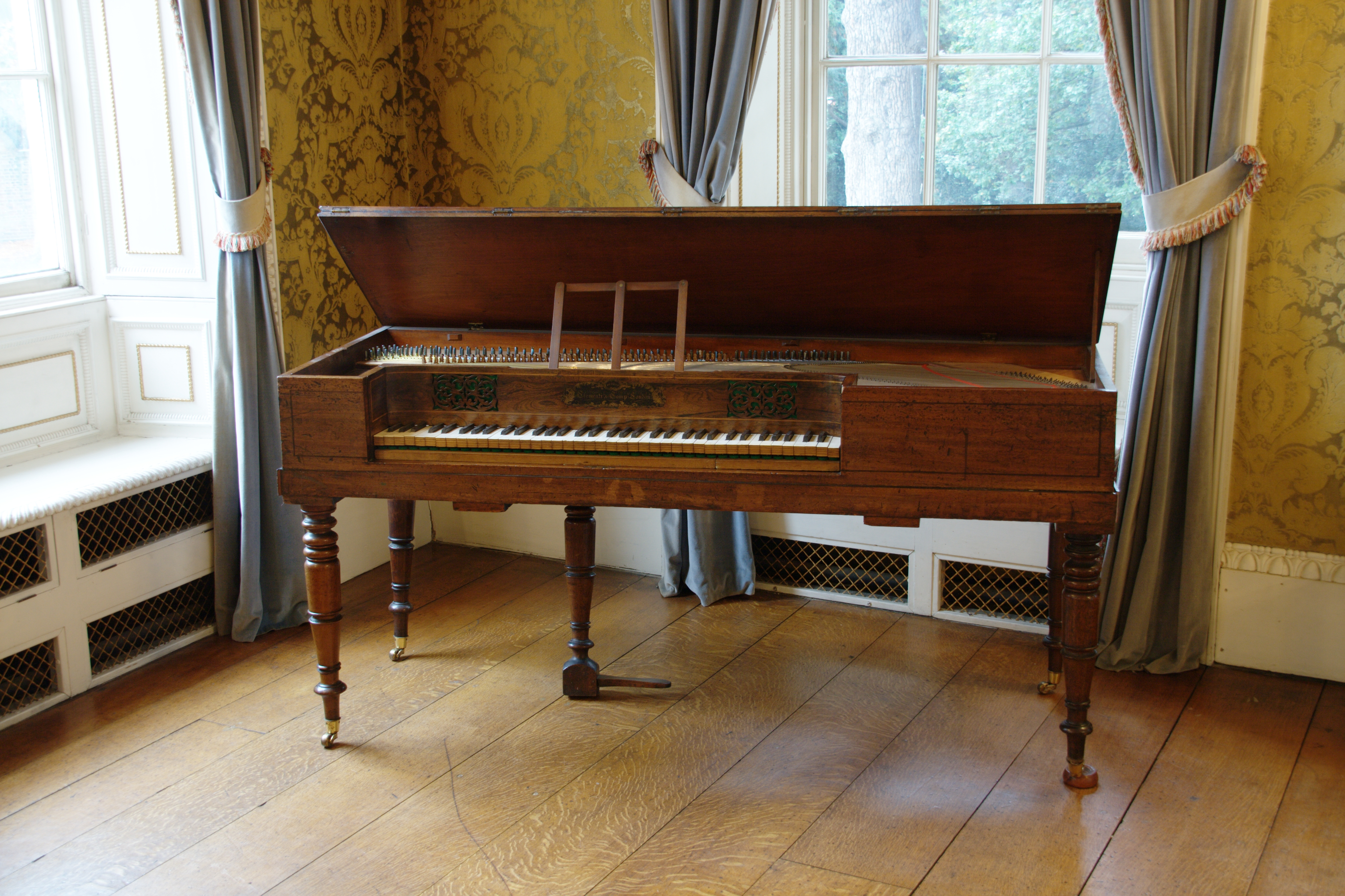
Klaviertasten waren eine der zahlreichen Verwendungen für ostafrikanisches Elfenbein.

### Die Nachfrage auf dem Weltmarkt
Den entscheidenden Impuls für den Elfenbeinhandel lieferte der rapide kletternde Preis für Elfenbein auf dem Weltmarkt. Der wachsende Wohlstand bürgerlicher Haushalte in Europa und Amerika steigerte die Nachfrage nach Elfenbein, aus dem Musikinstrumente und Billardkugeln, Zahnersatz, Schachfiguren, Gehstockknäufe, Devotionalien, Schmuck und weitere Luxusgegenstände gefertigt wurden. Ein Frasila (ca. 36 Pfund) Elfenbein kostete 1825 21 Rupien, etwa 23 Dollar, in den 1870er Jahren hatte sich sein Preis verdreifacht.
Zugleich blieben durch die Industrialisierung die Preise für Baumwollstoffe, Messingdraht und Musketen, die aus Europa nach Ostafrika importiert wurden, stabil, vielfach sanken sie sogar. Damit stiegen die Gewinne aus Elfenbeinexporten unablässig und machten Elfenbein ab ungefähr 1825 zum wertvollsten Exportprodukt Ostafrikas, was es bis zum Ende des Jahrhunderts blieb.

### Die Handelspolitik des sansibarischen Staates
Der Gewinn, den der Handel mit Elfenbein und Sklaven versprach, veränderte die traditionellen Handelsstrukturen tiefgreifend. Die Händler an der Küste trachteten danach, die Profite zu monopolisieren und zu kontrollieren. Das ließ sich am ehesten bewerkstelligen, indem man die innerafrikanischen Zwischenhändler umging und selbst in das Innere reiste, um das kostbare Elfenbein und die Sklaven an die Küste zu bringen.
Die sansibarischen Sultane trugen entscheidend zu dieser Entwicklung bei, sie waren bestrebt, den Aufbau einer Infrastruktur für den Handel so gut wie möglich zu unterstützen. Said Seyyid sah den Handel als treibende gesellschaftliche Kraft an und sagte von sich selbst, er sei „nichts weiter als ein Händler“. Der Handel war neben der Plantagenwirtschaft die wichtigste Einnahmequelle für den sansibarischen Staat, die Sultane betrieben daher eine aktive Steuerpolitik und schufen Anreize für die weitere Immigration arabischer Händler.
Mit der Ernennung indischer Kaufleute zu Steuerpächtern banden sie indisches Kapital direkt an den sansibarischen Staat. Damit standen den Händlern finanzkräftige Kreditgeber zur Verfügung.
Der Sultan verfügte allerdings nicht über militärische Mittel, um Karawanenwege ins Innere für die Küstenhändler zu sichern. Stattdessen stattete er diese mit Empfehlungsschreiben auf ihrem Weg ins Inland aus. Die Reaktionen darauf waren höchst unterschiedlich; sie reichten von Gewährung der erbetenen Unterstützung bis zur völligen Ignoranz.
Wichtig war vor allem die Anbindung der Händler von Sansibar an die Handelsnetze des Indischen Ozeans, Amerikas und Europas. Sansibar wurde zum Zentrum eines ostafrikanischen Handelsnetzwerkes und zur logistischen Drehscheibe für den Karawanenhandel: Importe aus Arabien und Indien wurden in Sansibar umgeschlagen, bevor sie weitere ostafrikanischen Häfen anliefen, und der Export von Elfenbein und Sklaven wurde über Sansibar geleitet, von wo aus der Weiterverkauf nach Indien, Arabien, an die Elfenbeinmärkte von London und Antwerpen und die Inseln im Indischen Ozean vonstattenging.

## Die Etablierung des interregionalen Karawanenhandels
Wenn dem sansibarischen Staat auch daran gelegen war, den Handel anzutreiben, so war es letztlich doch die Initiative von Privatleuten, auf deren Interessen und Bemühungen das entstehende Handelsnetzwerk gründete. Sansibar und andere Küstenstädte mit ihren Karawansereien wurden die logistischen Zentren. Hier wurden die Karawanen finanziert und ausgestattet, Träger angeworben, Tauschwaren für das Inland angeboten und die Waren, die aus dem Inland flossen, aufgekauft.

### Geschäftsstrukturen des Karawanenhandels

#### Handelshäuser
Europäische und indische Handelsunternehmen sorgten mit ihren globalen Netzwerken und jeweiligen Niederlassungen in Sansibar dafür, dass der lokale Warenaustausch mit dem Welthandel verknüpft wurde. Sie organisierten den Import von Tauschwaren und den Export des Elfenbeins.

#### Kreditgeber

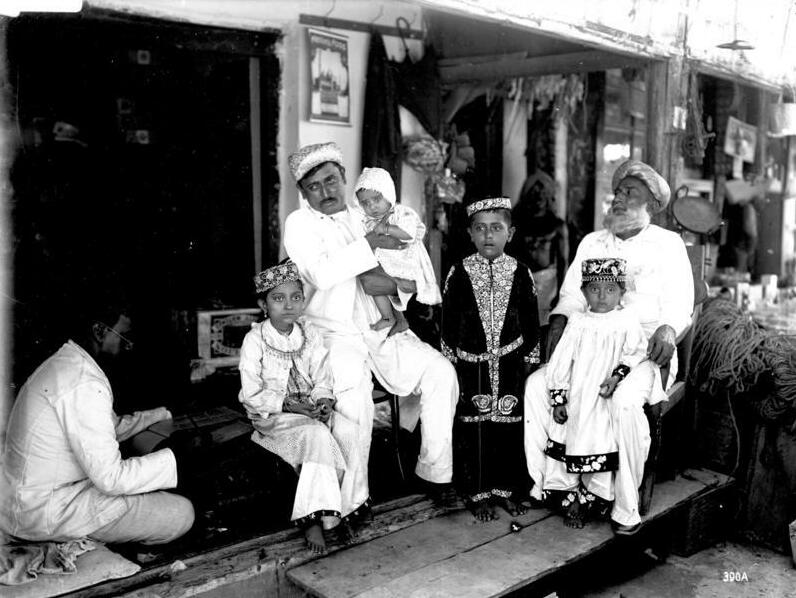
Eine indische Kaufmannsfamilie in Ostafrika auf einem Foto aus dem frühen 20. Jahrhundert

Die kostspieligen Unternehmungen einer Karawane wurden fast ausschließlich von indischen Kreditgebern finanziert. Indische Händlerdynastien agierten mit weitreichenden Beziehungen im Handelsnetzwerk des Indischen Ozeans und nutzten ihre zuweilen seit dem 18. Jahrhundert geknüpften, engen Beziehungen zum omanischen Herrscherhaus. Kapitalstarke Verbindungen zu den einflussreichen Handelshäusern von Bombay versetzten sie in die Lage, riskante Unternehmungen, wie zum Beispiel eine Karawane ins Landesinnere, finanziell zu tragen. Mit den indischen Kaufleuten verbreitete sich die indische Rupie, die seit etwa 1860 neben dem Maria-Theresien-Taler an der ostafrikanischen Küste die verbreitete Währung war und sich auch entlang der Karawanenstraßen als gängige Währung durchsetzte. Als Kredite flossen zum Teil immense Summen, so wurde etwa für eine Karawane des Händlers Tippu-Tip ein Darlehen von 50.000 Maria-Theresien-Talern vergeben.
Nachdem Stützpunkte entlang der Karawanenrouten etabliert waren, an denen sich die indischen Kaufleute mit Niederlassungen und Zweitwohnsitzen ansiedelten, entwickelte sich ein bankenähnliches System, das finanzielle Transaktionen zwischen dem Festland und der Küste auf der Basis von Schecks und Kreditbriefen erlaubte.

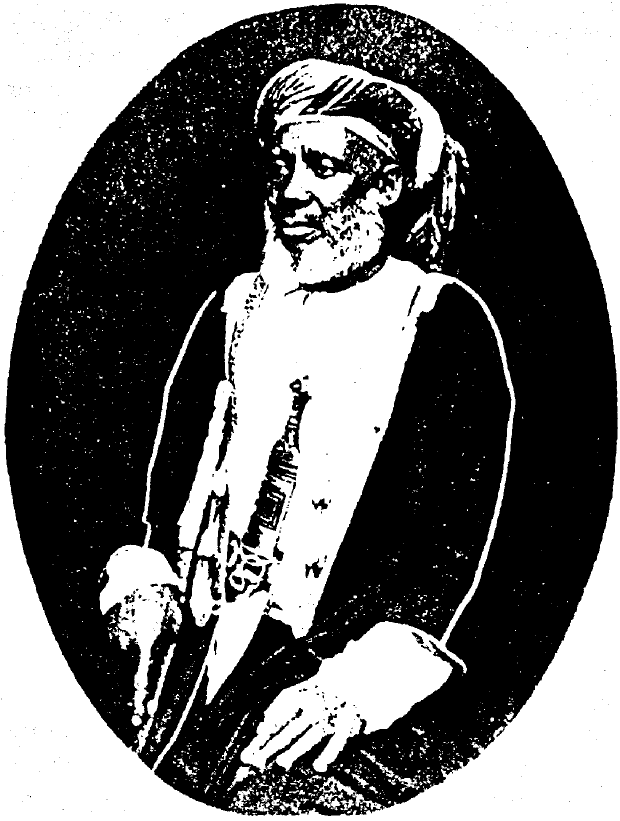
Der swahilische Karawanenhändler Hamed bin Juma bin Rajab bin Mohammed bin Said el-Murjebi, genannt Tippu-Tip

#### Karawanenhändler
Die Kreditnehmer und Karawanenhändler stammten zum großen Teil von der Küste und aus Arabien. Oft lässt sich ihre Herkunft nicht genau bestimmen, die Zusammensetzung ihrer Familien und die Lebensläufe waren so komplex und multikulturell wie die Swahili-Gesellschaft überhaupt.
Als vermutlich erste Händler reisten zwei indische Kaufleute von der Küste bis nach Unyamwesi. Musa Mzuri und sein älterer Bruder gründeten dort mutmaßlich Tabora und weitere als Handelsniederlassungen gedachte Stationen im Inneren; sie gliederten Buganda und Karagwe an das bisher bekannte Handelsnetz an und erschlossen für die Küstenhändler Handelsrouten bis in den östlichen Kongo.
Die Gefahren und finanziellen Risiken einer Karawanenhandelsreise waren groß. Oft verschuldeten sich die Händler hoch und mussten, wenn der erhoffte Profit ausblieb, im Landesinneren untertauchen. Angesichts solcher Unwägbarkeiten muss der Profit eine viel versprechende Motivation für die Händler gewesen sein. Der bekannte Karawanenhändler Tippu-Tip schilderte noch ein weiteres Motiv für die Aufnahme der wagemutigen Unternehmungen: Sein Vater begann die Handelsreisen ins Innere in der Hoffnung, in Unyamwesi das Leben eines Sultans führen zu können. Die Händler reisten oft mit großer Gefolgschaft, die bis zu tausend Bewaffnete umfassen konnte, und waren daher vielerorts in der Lage, ihre Interessen durchzusetzen. Dazu gehörte auch die Eröffnung von Handelsniederlassungen und die Einrichtung von Zweitwohnsitzen entlang der Handelsrouten.
Allerdings lag der Elfenbeinhandel nicht allein in der Hand von Küstenhändlern. Auch Afrikaner aus dem Inland, die einst als Sklaven oder unabhängige Händler zur Küste gelangt waren, statteten eigene Karawanen aus. Daneben florierten weiterhin die Geschäfte innerafrikanischer Händler, die im Inland Karawanen zusammenstellten und Sklaven und Elfenbein zur Küste transportierten.

### Karawanenrouten
Auf ihren Reisen nutzten die Küstenhändler die bereits vorhandenen Karawanenstraßen etablierter lokaler Handelssysteme. Neu war an ihren Unternehmungen, dass sie die Pfade verschiedener Handelsnetze durchquerten und damit miteinander verknüpften.
Seit der ersten Hälfte des 19. Jahrhunderts etablierten sich vier große Karawanenstraßen, die jeweils von Küstenstädten aus ins Landesinnere führten. Von Kilwa und Lindi im südlichen Küstenteil führte eine Route zum Malawi-See, eine Strecke, für die Karawanen einen Monat benötigten. Von Bagamoyo gegenüber Sansibar führte eine Route durch Ugogo nach Tabora in Unyamwesi in Zentraltanganyika und weiter nach Ujiji zum Tanganyika-See. Karawanen brauchten für diese ca. 1300 km lange Strecke rund 90 Tage. Von hier aus führten weitere Straßen in den östlichen Kongo.
Ein weiterer Karawanenweg führte von Pangani und Tanga ins Kilimandjaro-Gebiet, wo er sich in Strecken zum Victoria-See, ins Zwischenseengebiet und zum Mount Kenya aufteilte. Schließlich führte eine Strecke von Mombasa zum Mount Kenya und von dort weiter zum Turkana-See.

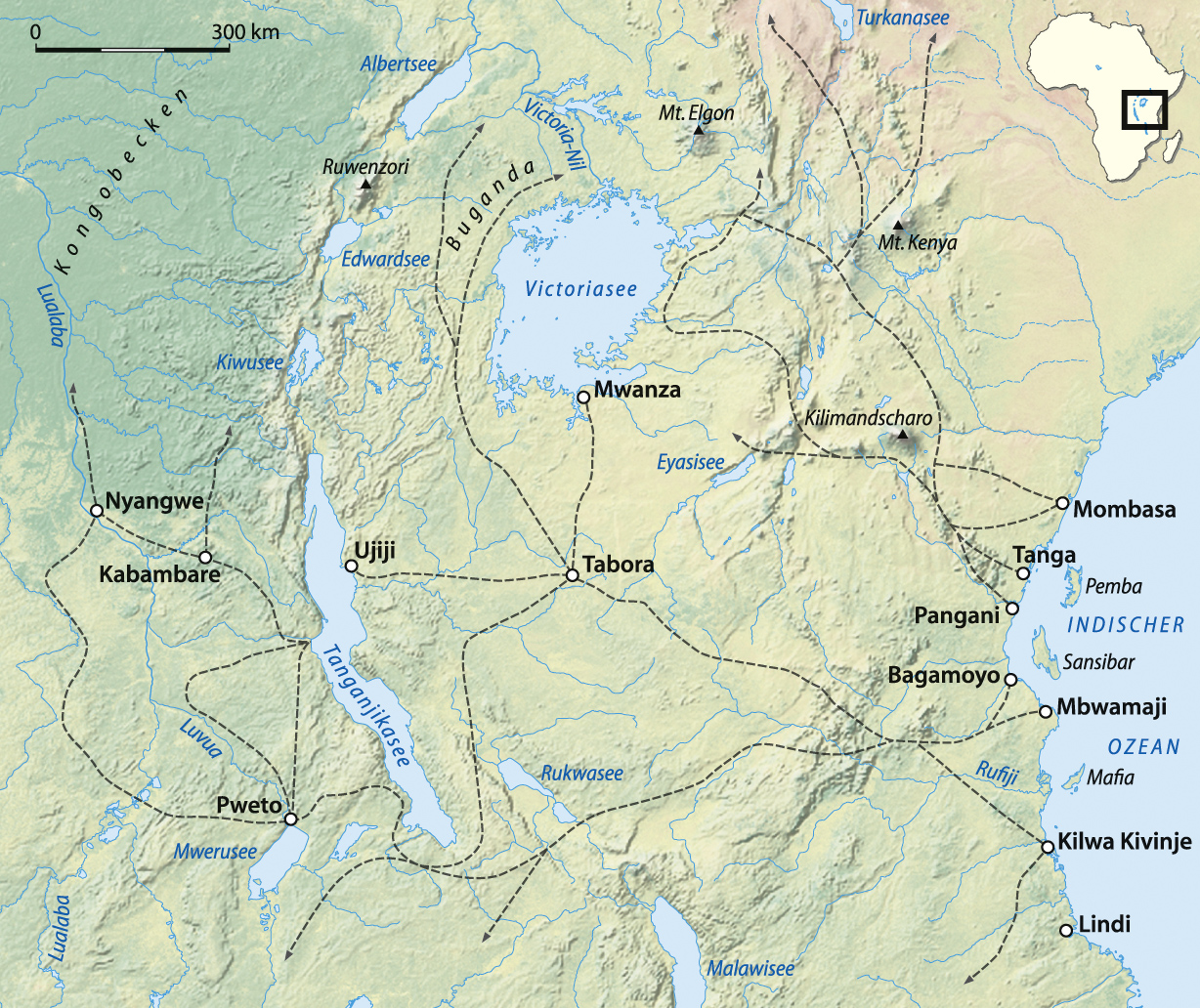
Karawanenstraßen in Ostafrika im 19. Jahrhundert

Da der Einfluss des Sultans im Inland zu Beginn der Handelsaktivitäten kaum, später nur an größeren Orten auf der Strecke eine Rolle spielte, mussten die Händler in Eigeninitiative die Handelsstrukturen erkunden und ausbauen. Dabei waren die Kenntnisse von erfahrenen Händlern aus dem Landesinneren von unschätzbarem Wert. Die Karawanen brachen in den Karawansereien der Küstenorte auf und hielten sich im Wesentlichen an die bereits bekannten und genutzten Routen. Entlang der Karawanenrouten entstand eine Reihe von Stützpunkten der swahilischen Händler, die für den längerfristigen Handel überlebensnotwendig waren. Karawanen von 5000 Personen oder mehr mussten mit Lebensmitteln und Trinkwasser versorgt und während der Reise vor Überfällen geschützt werden. Stützpunkte halfen, die Karawanenwege begehbarer zu machen. Sie konnten nicht über den Kopf der einheimischen Bevölkerung errichtet werden. Oft gingen langwierige Verhandlungen mit den lokalen Oberhäuptern voraus. War eine Station etabliert, diente sie den Karawanen als Rastplatz und Ort, wo sie den Handel aufnehmen konnten.
Während zu Beginn des Handels bereits in Regionen, die relativ nahe der Küste lagen und innerhalb von vier Wochen erreicht werden konnten, Elfenbein in großen Mengen aufgekauft werden konnte, verlängerten sich die Reisezeiten mehr und mehr, da der Elefantenbestand durch die intensive Bejagung abnahm. Immer neue und weiter abgelegene Regionen wurden von den Händlern auf der Suche nach Elfenbein erschlossen.

### Ethnisierung der Inlandsbewohner
In dem Bestreben der Küstenhändler, das unbekannte Inland in berechenbare Kategorien zu ordnen, entstand eine Vielzahl von Begriffen für Regionen und Bevölkerungsgruppen. Die Bevölkerung des Inlands war äußerst heterogen; hinzu kam, dass das Gebiet des heutigen Tansania im 19. Jahrhundert durch die Geschehnisse im südlichen Afrika von mehreren Einwanderungswellen betroffen war. Die Gesellschaften im Inland waren daher weder ethnisch noch sprachlich homogen. Vielmehr existierten viele kleinere, flexible politische Einheiten, die sich auf lokale Identitäten oder einen gemeinsamen Patriarchen beriefen. Dieser für die Küstenhändler unübersichtlichen Heterogenität versuchten sie zu begegnen, indem sie die Bewohner des Inlands nach ihren eigenen Kenntnissen einteilten.
So entstand etwa der Begriff der Nyamwezi, der die unterschiedlichen bantusprachigen Gruppen in Zentraltansania zusammenfasste. Die Händler verstanden unter Nyamwesi (übersetzt: „die Leute vom Mond“) verlässliche Träger aus dem fernen Inland. Zunehmend begannen die Menschen aus dieser Region sich selbst als Nyamwesi zu bezeichnen, da damit innerhalb des Karawanenhandels mancher Vorteil verbunden sein konnte: die Aussicht auf Anstellung, bessere Bezahlung und Behandlung. Tatsächlich konnte man von Nyamwesi nicht als Ethnie sprechen, allein schon wegen der zahlreichen Sklaven, die aus anderen Regionen stammten.
In ähnlicher Weise entstanden auch für Personengruppen aus anderen Regionen zusammenfassende Bezeichnungen.

### Aufbau von Handelskontakten
Für die Händler von der Küste war die Etablierung von Handelskontakten im Inneren eine langwierige, komplizierte und zuweilen höchst gefährliche Angelegenheit. Im Weltbild der muslimischen Händler, die sich als Teil einer kultivierten Weltreligion verstanden, waren die im Inland Ostafrikas lebenden Menschen ungläubige und gefährliche Wilde mit rohen Sitten und primitiven Kulturen. Das drückte sich in dem Swahili-Ausdruck Washenzi, Wilde, für die Bevölkerung des Inlands aus. Die jahrhundertelange Tradition, Menschen aus dem Inneren – wenn auch in kleinem Maßstab – zu kaufen und zu versklaven, basierte auch auf dieser Weltsicht.
Zugleich waren die Küstenhändler von ebendiesen Menschen abhängig, wenn sie sich auf eine Reise ins Inland begaben. Sie mussten mit den Ansässigen verhandeln, um mit den riesigen Karawanen deren Gebiete zu durchreisen, sie waren darauf angewiesen, dass ihnen Lebensmittel verkauft, Zugang zu Wasserstellen gewährt und eine Unterkunft geboten wurde und dass die Karawanen nicht überfallen wurden. Gute Beziehungen zu lokalen Chiefs erleichterten den Einkauf von Waren beträchtlich. Für all das waren ständige Verhandlungen notwendig, Misstrauen und Konflikte erschwerten von beiden Seiten immer wieder die Beziehungen.

#### Kulturelle „Übersetzer“
In diesen Verhandlungen waren Vermittler notwendig – Personen, die sich im Inland auskannten, die jeweiligen Sprachen beherrschten, Sitten und Bräuche erklären konnten und über die örtlichen politischen und wirtschaftlichen Verhältnisse Bescheid wussten. Zentrale Fragen für die Händler waren, wer das jeweilige Gebiet beherrschte, wer die Kontrolle über den Handel mit Elfenbein hatte und wie die Preise standen. Andererseits war wichtig, was an Trinkwasser- und Lebensmittelvorräten zur Verfügung stand und inwiefern die politischen Verhältnisse als stabil galten.
Auch den Chiefs im Inland standen als Berater und kulturelle Übersetzer Personen zur Seite, die aus der Welt des Karawanenhandels kamen, etwa ehemalige Händler oder auch Sklaven aus dem Inland, die an die Küste gelangt waren und sich daher in der Küstengesellschaft ebenso wie in der Herkunftsgesellschaft auskannten.

#### Blutsbrüderschaft
Angesichts der Unsicherheiten im Inland war es eine wichtige diplomatische Strategie der Küstenhändler, mit Blutsbrüderschaften verlässliche Kontakte zu den Chiefs der Gesellschaften im Inland aufzubauen. Die Blutsbrüderschaft war in ganz Ostafrika eine verbreitete Möglichkeit, eine Form von Verwandtschaft zu schaffen, die sichere und berechenbare Beziehungen aufbaute. Allerdings hatten Blutsbrüderschaften in verschiedenen Regionen unterschiedliche Bedeutungen, nicht überall garantierten sie verwandtschaftsähnliche Beziehungen, insbesondere verloren sie ihre Bedeutung, wo sie zu häufig eingegangen wurden.

#### Verwandtschaft
Auch Heiraten stellten verwandtschaftliche Beziehungen her, obwohl die Küstenhändler die Verbindung durch die Ehe nur als unter Gleichrangigen möglich betrachteten und daher eine solche Bindung an die Chiefs im Inneren prinzipiell ausschlossen. Dennoch gingen vielerorts Swahili-Händler Ehen mit Töchtern lokaler Chiefs ein. Die polygyne Eheinstitution, die von allen Gesellschaften in Ostafrika geteilt wurde, ermöglichte es den Händlern, in verschiedenen Regionen durch die Heirat eine geschäftliche Niederlassung zu etablieren, die durch Verwandtschaftsbande zementiert wurde.
Auch die politischen Oberhäupter im Inland waren an solchen Verbindungen interessiert. Durch sie wurden beide beteiligte Seiten in die Pflicht genommen: Händler konnten auf die Unterstützung ihrer Schwiegerfamilie zählen, umgekehrt fanden Sklavenjagden oder die Ausübung militärischer Gewalt zur Durchsetzung von Handelsinteressen in den Regionen solcher Verwandter nur mit deren Zustimmung statt.

### Waren
Während Elfenbein die alles bestimmende Ware war, die es zur Küste zu bringen und dort zu verkaufen galt, waren die Küstenhändler auch an anderen Gütern aus dem Inland interessiert. Zum einen waren Sklaven eine profitable Ware, denn sie waren als Arbeitskräfte an der Küste sehr begehrt. Darüber hinaus erzielte gegen Ende des 19. Jahrhunderts Kautschuk, der insbesondere im Kongo in großen Mengen zu finden war, an der ostafrikanischen Küste gute Preise.
Als Tauschwaren führten die Küstenhändler bei ihren Reisen ins Inland ihrerseits eine breite Palette von Gütern mit sich. Begehrt im Landesinneren waren besonders Feuerwaffen sowie Zucker, der an der ostafrikanischen Küste produziert wurde. Des Weiteren wurden Baumwollstoffe, Glasperlen, Messing- und Kupferdraht in großen Mengen mitgeführt, Güter, deren Herstellung im Laufe des 19. Jahrhunderts durch die Industrialisierung in Europa und Amerika stetig preiswerter wurde und daher die Profite steigen ließ. Perlen, Messing und Draht wurden von einheimischen Goldschmieden in aufwendiger Arbeit zu Schmuck verarbeitet. Baumwollstoffe stellten eine begehrte Kleidung dar, die durch ihre Imitation der Kleidung von der Küste zu hohem Ansehen beitrug. Stoffe, Metalle und Perlen dienten auch als Brautpreis und wurden im Inland zunehmend zu einer Währungsform. Die Waren, die ins Inland flossen, waren daher in erster Linie Prestigegüter, die zum einen in Ansehen, Prestige und Rang, zum anderen in Ehefrauen und Vieh umgemünzt werden konnten und so zum Wohlstand beitrugen. Darüber hinaus waren etwa Glasperlen ein wichtiges Symbol für den Status der Träger. Sie kamen bereits seit 200 n. Chr. aus Indien, von 600 bis 1200 auch aus dem Süden, aus Mupungubwe in Südafrika. Auch Edelsteinperlen stießen auf eine viel höhere Nachfrage als in Europa, von wo aus der Bedarf zunehmend gedeckt wurde.
Schließlich waren europäische Luxusgüter jeglicher Art, wie Regenschirme, Uhren, Kleidung, Fernrohre, sogar Möbelstücke, deren Wert durch ihre Seltenheit im Landesinneren ins Unermessliche stieg, äußerst gefragt.

## Karawane und Karawanenkultur
Die Karawanen in ihrer sozialen Zusammensetzung und Hierarchie waren Schmelztiegel für Identitäten und Kulturen. In ihnen trafen Tausende von Menschen – von der Küste und aus allen Regionen Ostafrikas – aufeinander, verbrachten Wochen und Monate unter mitunter extremen Bedingungen miteinander, mussten sich gemeinsam nach außen behaupten und nicht selten verteidigen, aber auch untereinander ihr Wissen teilen und ihre Positionen verhandeln. Die Karawanen wurden dadurch zu einem integrativen Moment. Durch die Arbeit in der Karawane konnten Menschen von der Küste im Inland bestimmte Positionen erringen, die ihnen an der Küste verschlossen waren; umgekehrt bot die Karawane für Menschen aus dem Inneren die Möglichkeit, zum Angehörigen der angesehenen Swahili-Gesellschaft aufzusteigen.
Karawanenarbeit und Beteiligung am Karawanenhandel bedeutete daher für viele nicht nur ein profitables Auskommen, sondern auch eine Beschäftigung, die das persönliche Ansehen hob und festigte. Das galt insbesondere für Sklaven, die durch Karawanenarbeit zu Wohlstand gelangen konnten und zum Teil ganz aus dem Abhängigkeitsverhältnis ausbrechen konnten. Die Grenzen zwischen den sich selbst als kulturell fortschrittlich sehenden Küstenhändlern und den von ihnen als Wilde – Washenzi – bezeichneten innerafrikanischen Gesellschaften waren daher ständig im Wandel.
Obwohl der Impuls, das Handelsnetz ins Innere auszuweiten, von den Händlern an der Küste ausging, war es die seit langem bestehende Karawanenkultur der Gruppen aus Zentralostafrika, die die Form des Handels entscheidend mitbestimmte. Die Küstenhändler wurden von afrikanischen Geschäftsleuten und Unternehmern aus dem Inland aktiv unterstützt. Auf ihr Wissen und ihre Erfahrung waren die Küstenhändler in der Phase der Expansion entscheidend angewiesen, was dazu führte, dass die Kultur des interregionalen Karawanenhandels, der von der Küste dominiert wurde, in seiner Gestaltung auf tradierten Handelsstrukturen des Inneren beruhte. Die soziale Struktur und Ordnung der Karawane war wesentlich durch die Form der Nyamwezi-Karawanen geprägt, die einen Großteil der Träger in den Swahili-Karawanen stellten.

### Die soziale Struktur der Karawane

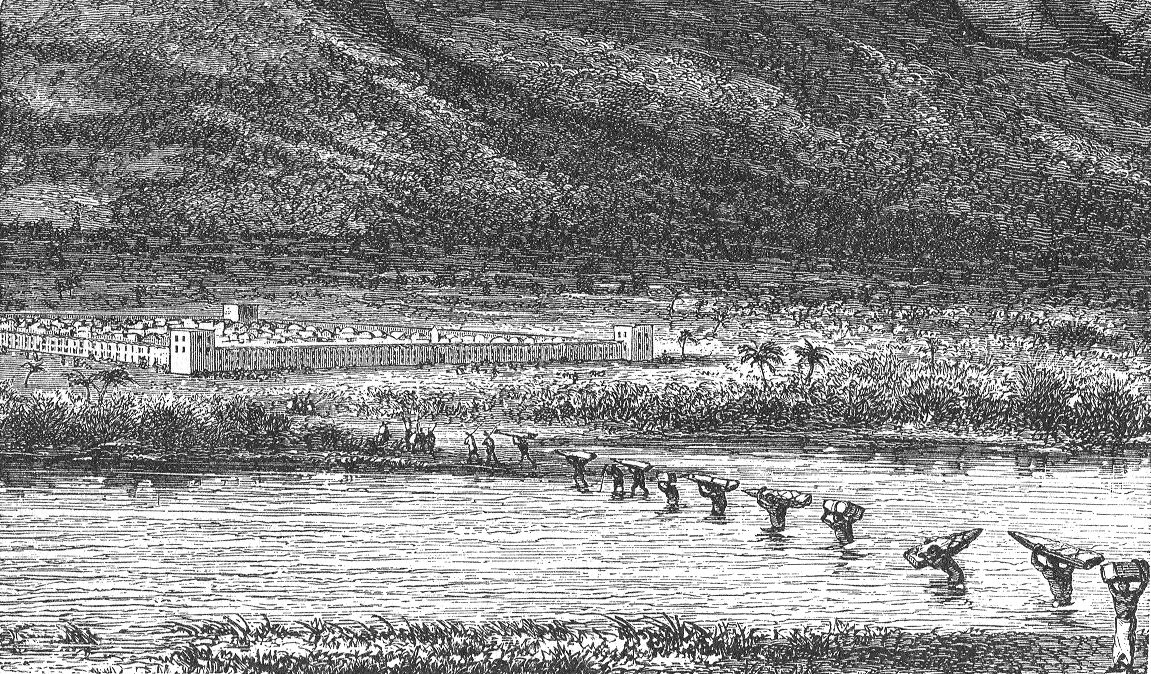
Illustration einer Karawane in Ostafrika bei der Flussüberquerung

Die Karawanen waren nicht nur ökonomische Großunternehmungen, sie waren auch wandernde soziale Gemeinschaften, in denen eine strenge hierarchische Ordnung herrschte. Diese Ordnung spiegelte sich in der Marschaufstellung wider. An der Spitze ging der kirongozi, ein von den Trägern gewählter Führer, der mit kleinem Gefolge die Vorhut bildete, die Wege wählte und die Wegzölle für die Durchreise aushandelte. Danach folgte die „Aristokratie“ der Karawane. Dazu gehörte der nyampara, das Oberhaupt und geistlicher Führer der Karawane, in auffälliger, prunkvoller Kleidung und ohne Traglast, sowie die Händler mit Gefolge und Dienern, die Sonnenschirme und Waffen trugen. Danach marschierten die Träger, ihrerseits in der Reihenfolge der Waren, die sie trugen, unterteilt und jeweils wiederum begleitet von Waffenträgern: Träger von Stoßzähnen gingen voran, ihnen folgten Träger von Tauschwaren mit Stoffen, Perlen und Kupferdraht, am Ende schließlich jene, die die materielle Ausstattung der Karawane transportierten. Den Schluss des Zuges bildeten unabhängige Kleinhändler, gefesselte Sklaven, Frauen und Kinder, Kranke, Schaulustige und Träger von leichten Waren wie Nashornhörnern, Werkzeugen, Salz und Tabak, Taschen, Schlafmatten, Zelten, Wasserbehältern und Töpfen. Für bestimmte Tätigkeiten, wie das Führen durch unbekannte Gebiete, gab es erfahrene Spezialisten, wie auch Köche, Heiler, Dolmetscher und Soldaten.
Eine Karawane bestand nicht allein aus den Unternehmern und den von ihnen angeworbenen Trägern. Oft schlossen sich ihr freie Händler aus dem Inland an, die in Eigeninitiative mit Elfenbein oder anderen Waren, wie Vieh und Getreide, handelten. Viele Frauen und Kinder reisten als Familienangehörige der Diener, Waffenträger oder Träger mit.

#### Karawanenführer
Die Führer der Karawanen verfügten über große Autorität und hatten die Disziplinargewalt innerhalb ihrer Karawane inne. Sie waren rituelle und soziale Oberhäupter. Ihre Aufgabe bestand zum einen in der praktischen Führung, weshalb sie über ausgezeichnetes geographisches Wissen verfügen mussten. Darüber hinaus waren Kenntnisse über die kulturellen und politischen Strukturen der Gesellschaften im Inneren notwendig. Oft waren die Führer mehrsprachig und beherrschten neben Swahili und Arabisch die jeweils wichtigsten Verkehrssprachen auf ihrer Route. Zum anderen bestand ihre Aufgabe in der spirituellen und rituellen Führung. Sie führten die für die große Reise notwendigen Rituale durch, die Unheil abhalten und Geschäftserfolg bescheren sollten. Oft verfügten sie auch über heilmedizinisches Wissen. Die Karawanenführer stammten in der Regel aus dem Inland. Sie waren sowohl innerhalb der Karawane als auch in ihrer Heimatgesellschaft aufgrund ihrer Erfahrung und ihres Status hochangesehene Persönlichkeiten.

#### Träger

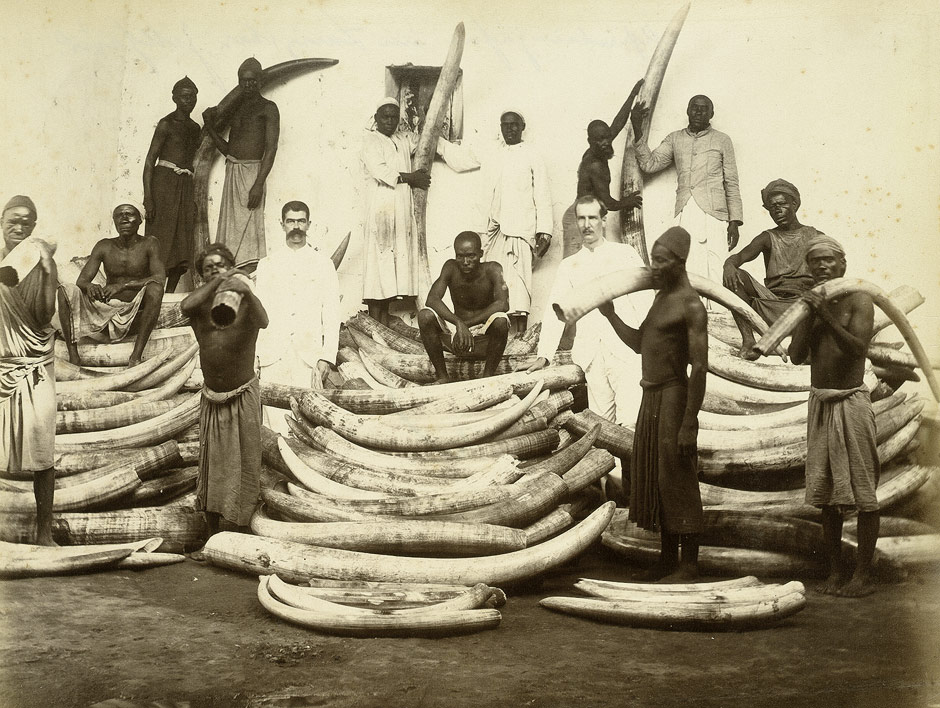
Karawanenträger mit Elfenbeinzähnen. Die Träger tragen Baumwollstoffe, die zur verbreiteten Kleidung für Träger wurden. Die Männer in der hinteren Reihe betonen durch ihre Kleidung ihre gesellschaftliche Stellung als Muslime und Angehörige der Küstenkultur.

Die Träger stammten aus unterschiedlichen sozialen Gefügen. Es gab unter ihnen professionelle, insbesondere auf der zentralen Route zum Tanganyika-See, die sich für die gesamte Strecke zwischen dem Inland und der Küste anwerben ließen und so praktisch mit saisonalen Unterbrechungen hin- und herreisten. Es waren junge Männer, die aus dem Inland oder von der Küste stammen, sie konnten Freie, aber auch Sklaven sein. Sklaven wurden zum Teil von ihren Besitzern vermietet und gewannen so eine gewisse Freiheit, oder sie handelten in Eigenregie und führten einen Teil ihres Verdienstes an ihren Besitzer ab.
In der Regel wurden professionelle Träger über Agenturen in den wichtigen Karawanenstädten angeheuert und für die gesamte Strecke verpflichtet. Dabei wurden auch die Lohnbedingungen ausgehandelt. Ihre Arbeit war streng geregelt. Sie transportierten Lasten von 60 bis 70 Pfund für die Karawane, hinzu kamen die persönliche Ausstattung, etwa eine Schlafmatte, Kochgeschirr, Verpflegungsrationen, Werkzeuge und Waffen und zum Teil Handelswaren, die der Träger in Eigenregie verkaufte. Insgesamt konnte so eine Traglast von rund 90 Pfund zusammenkommen.
Professionelle Träger waren hervorragend organisiert. Sie bildeten, ähnlich wie in ihren Herkunftsgemeinschaften als Jäger oder Handwerker, innerhalb der Karawanen Gruppen, die sich gemeinsam um Unterkunft und Versorgung während der Rast kümmerten und gegenüber der Karawanenelite die Interessen der Träger vertraten. Nicht selten kam es auf der Strecke zu Auseinandersetzungen um Lohn, angemessene Verpflegung und Rastzeiten und Schutz während des Marsches. Die Träger hatten eine starke Position; wenn sie desertierten, bedeutete das für die Karawanenhändler hohe finanzielle und Zeitverluste. Daher konnten die Träger in der zweiten Hälfte des 19. Jahrhunderts immer bessere Löhne erzielen. 1871 etwa erhielt ein Träger einen Monatslohn von 2,50 Maria-Theresien-Talern (MTT), einige Jahre später bereits 5 oder gar 8 MTT, ausgezahlt entweder in Form von Geld, Stoffen oder Messing- beziehungsweise Eisendraht. Hinzu kam eine Verpflegungsration, entweder in Lebensmitteln oder in Tauschwaren, so dass die Träger selbst auf der Strecke ihre benötigten Lebensmittel einhandeln mussten und dabei durch Preisspekulation zusätzlich profitieren konnten.
Professionelle Träger arbeiteten einige Jahre im Karawanengeschäft und kehrten danach oft in ihre Heimat zurück. Ihre Verdienste, aber auch ihre Arbeits- und Reiseerfahrungen machten sie zu angesehenen Männern. So gewannen die Arbeit als Träger und das Reisen zur Küste generell in vielen Gesellschaften des Inlands einen zentralen Stellenwert. In den frühen 1890ern, so schätzt der Historiker Juhani Koponen, waren auf den Karawanenstraßen Ostafrikas jährlich um die 100.000 Träger unterwegs. Da die Trägerarbeit zum Wohlstand beitrug und das gesellschaftliche Ansehen beträchtlich hob, wurden junge Männer ermutigt, als Träger bei einer Karawane anzuheuern oder gar als eigenständige Karawanen-Unternehmer zur Küste zu reisen. Bei den Nyamwezi entwickelte sich die Reise zu einer Mannbarkeitsprüfung, die Voraussetzung für eine Heirat war. Oft änderten Männer, die zum ersten Mal mit einer Karawane an die Küste gelangten, ihren Namen, um damit dem veränderten sozialen Status Ausdruck zu verleihen.

#### Söldner und bewaffnete Begleitung
Wichtig für die Hierarchie in der Karawane war auch die mitreisende bewaffnete Gefolgschaft der Händler. Sie stellte eine Privattruppe der Händler im Landesinneren dar. Sie diente einerseits dem Schutz der Karawanenangehörigen und musste dafür sorgen, dass die kostbaren Waren nicht geraubt wurden. Andererseits wurde sie auch zur Disziplinierung der Träger eingesetzt, sollten diese desertieren oder meutern. Tatsächlich kam es häufiger zu Auseinandersetzungen innerhalb der Karawanen, wenn Träger eine bessere Vergütung, bessere Versorgung oder die Verringerung ihrer Lasten forderten.

Karawanenarbeiter an der Küste, 1892

Die Bewaffneten waren Söldner aus allen Landesteilen, die oft bereits als Karawanenträger oder Mitreisende bei Karawanen Erfahrungen gesammelt hatten. Sie wurden von den Händlern mit modernen Waffen ausgestattet und erhielten eine militärische Ausbildung. Zumeist handelte es sich um sehr junge Männer, nicht selten um Kinder, wie etwa die militärische Gefolgschaft Tippu-Tips, die sich ihm im Alter von 10 bis 18 Jahren anschlossen und auf deren unbedingte Loyalität der Händler zählen konnte. Im Laufe der Zeit professionalisierten sich diese Söldner mehr und mehr und wurden als Rugaruga bekannt. Ausgestattet mit Waffen und einer Kleidung, die sie als angesehene Männer auszeichnete, waren sie hochmobil und schlossen sich in Eigeninitiative Chiefs oder Händlern an, die ihnen die meisten Vorteile boten. Andere verbanden sich zu militärischen Einheiten und errichteten auf der Grundlage ihrer militärischen Macht eigene Reiche, wie etwa unter der Führung Mirambos, der vom Sohn eines wenig bedeutenden ntemi in Unyamwesi zu einem der mächtigsten Männer im Inland aufstieg.

#### Frauen
Mit den Karawanen reisten stets auch Frauen. Viele von ihnen waren Verwandte, Ehefrauen, Sklavinnen oder Konkubinen der Träger oder anderer Karawanenangehöriger, in jedem Fall waren sie eine unterstützende Arbeitskraft. Sie halfen bei Traglasten, indem sie die persönlich notwendigen Dinge der Träger oder Militärs transportierten, und sorgten bei der Rast für Verpflegung. Offenbar gab es aber auch Frauen, die in Eigeninitiative mitreisten. Frauen, die in ihren Herkunftsgesellschaften am sozialen Rand lebten, nicht verheiratet oder kinderlos geblieben waren, fanden während der Zeit des intensiven Sklavenhandels, der für sie als Außenseiter eine besondere Gefahr darstellte, in den Karawanengemeinschaften einen sozialen Schutzraum. Unglücklich verheirateten Frauen bot die Karawane die Gelegenheit, aus ihrer Ehe zu flüchten; entlaufene Sklavinnen fanden hier Unabhängigkeit. Einige der Frauen ließen sich als Träger anheuern, andere lebten vom individuellen Kleinhandel oder Bierbrauen, arbeiteten als Köchin oder boten sexuelle Dienstleistungen an.

## Die Auswirkungen des Karawanenhandels im afrikanischen Inland

### Politische Veränderungen
Der in der zweiten Hälfte des 19. Jahrhunderts beschleunigt expandierende Karawanenhandel hatte in den Gesellschaften im Inneren Ostafrikas gravierende Veränderungen zur Folge. Die Konkurrenz um die Profite aus dem stetig zunehmenden Karawanenhandel führte in vielen Gegenden zu größerer sozialer Unsicherheit, zu Krieg, politischer Instabilität und dem Aufstieg von Kriegsherren.

#### Zentralisierung politischer Macht

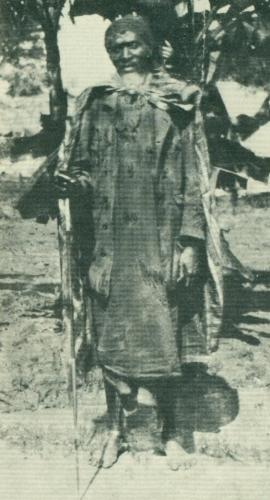
Mirambo, der in Unyamwesi ein großes Einflussgebiet bildete, und den europäische Beobachter als den Napoleon Ostafrikas bezeichneten.

Politik und Handel waren dabei aufs Engste miteinander verknüpft. In vielen Gesellschaften des Inlands, die traditionell politisch dezentral organisiert waren, gelang es Einzelpersonen, den politischen Einfluss zu zentralisieren und auszuweiten. So handelte es sich bei den Nyamwesi dabei um ntemi, die sich bisher als rituelle Oberhäupter die Macht mit Ältestenräten geteilt hatten. Traditionell stand ihnen ein Anteil aller Jagdbeute zu, bei Elefanten erhielten sie die Stoßzähne (oder zumindest einen Stoßzahn jedes getöteten Elefanten), die einen rein symbolischen Wert hatten. Das Elfenbein wurde gelagert, bei den Kamba zu Eingangstoren in die Höfe angesehener Männer verbaut, in anderen Regionen als schutzbringendes Totem vergraben. Im Kontakt mit den Küstenhändlern erwies sich dieser Brauch als materieller Vorteil. So waren die ntemi die Ersten, die ihre Elfenbeinvorräte an die Küstenhändler veräußerten. Durch den Verkauf des Elfenbeins gelangten sie an eine bisher unbekannte Menge von Prestigegütern, darunter auch Feuerwaffen, die ihnen in der Folge bei ihrem Ausbau der Macht von großem Nutzen waren.
Die Küstenhändler waren an der Zentralisierung der Mächte interessiert und unterstützten sie militärisch, sofern sie mit ihnen kooperierten. Mit klaren politischen Machtteilungen wurde für sie der Zugang zum Elfenbein erleichtert, da so klargestellt war, mit wem sie handeln und verhandeln mussten. Durch Allianzen mit diesen politischen Kräften konnten die Küstenhändler im Inneren ihren Handelsgewinn steigern. Der Einfluss der Küstenhändler mit ihrem militärischen und ökonomischen Potential wurde in den Gesellschaften im Inneren zunehmend zu einem wichtigen Faktor für die politischen Verhältnisse. Sie stützten Herrscher, die für sie angenehme Handelspartner waren, und mischten sich vielerorts in die lokale Politik ein, um Herrscher, die nicht mit ihnen zusammenarbeiteten, zu schwächen oder zu stürzen.

#### Handelschiefs
Es gelangten aber auch Persönlichkeiten an die Macht, die bisher kaum politischen Einfluss hatten und diesen nun aufgrund ihrer Erfahrungen im Karawanenhandel aufbauten.
Zumeist handelte es sich um Personen, die im Karawanenhandel gearbeitet hatten und dabei zu Geld und Waffen gekommen waren. Die jährlich zunehmende Zahl an Feuerwaffen, die durch den Handel ins Innere gelangte, war dabei besonders mitbestimmend. In den 1880ern wurden jährlich bereits um die 100.000 Waffen ins Inland exportiert.
Diese in der Forschung Handelschiefs genannten Männer, zu denen etwa auch Mirambo zählte, adaptierten die Praxis der Karawanenhändler, junge Krieger um sich zu sammeln, oft Männer, die ebenfalls als Träger, Karawanenführer, auch Kriegsgefangene oder Sklaven im Umfeld des Karawanenhandels tätig gewesen waren. Sie verfügten aus dem Erlös ihrer Arbeit entweder selbst bereits über Waffen oder sie wurden damit ausgerüstet. So sammelte sich eine bewaffnete Gefolgschaft um einen Herrscher, der in Regionen entlang der Karawanenstraßen seinen Machtbereich etablierte.
Aufgrund ihrer militärischen Ausstattung und ihres Wissens über den Handel und seine Strukturen, das weit über die lokalen Verhältnisse hinausging, gelang es ihnen, neue Reiche auf der Grundlage neuer politischer Strukturen aufzubauen. Anders als in den traditionellen Gesellschaften ruhte die politische Macht fast ausschließlich in den Händen junger Männer; oft herrschten sie mit bis dahin ungekannter Gewalt. Sklavenjagden, deren Beute an die Küstenhändler verkauft wurde, und Raubzüge gegen Gesellschaften, wo Elfenbein gesammelt wurde, das ebenfalls in den Handel gelangte, war die wirtschaftliche Grundlage dieser Gesellschaften.

#### Sklavenhandel
In den Gesellschaften im Inland war die Versklavung von Kriegsgefangenen eine gängige Praxis, da Menschen und ihre Arbeits- und Reproduktionskraft Gewinn versprachen. Solche Versklavten wurden spätestens in der nächsten Generation in den Haushalt eingefügt und trugen so zu dessen Wohlstand bei. Mit der Etablierung von Handelsbeziehungen zur Küste änderte sich diese Praxis. Viele Sklaven wurden nun an Händler von der Küste verkauft, wo sie als Arbeitskräfte gebraucht wurden, und stellten somit im Inland die Quelle für schnelle Gewinne dar. Das führte dazu, dass zunehmend Raubzüge mit dem Ziel unternommen wurden, möglichst viele Sklaven zu erbeuten und zu verkaufen.

### Ökonomische Auswirkungen des Handels
Die hohen Profite, die der Elfenbeinhandel einbrachte und die Millionen Menschen in das sich rasch formierende Handelssystem einbanden, bewirkte, dass sich auch viele andere Wirtschaftsbereiche mehr und mehr auf diesen Handel ausrichteten. Die landwirtschaftliche Produktion im Inland wurde zunehmend für die Versorgung der Karawanen ausgerichtet. Viehzüchter trieben Rinderherden über 1000 Kilometer zur Küste, um von den dort herrschenden hohen Preisen für Lebensmittel zu profitieren.
Die neue Mobilität, die der rege Karawanenverkehr darstellte, bedeutete Bewegung in vieler Hinsicht. Arbeitskräfte, die der Handel band, waren in den lokalen Wirtschaften nicht mehr verfügbar. Zunehmend mussten Frauen bisherige Arbeiten von Männern übernehmen, Sklaven hingegen konnten in neue Aufgabenbereiche einsteigen und damit sozial aufsteigen.

#### Professionalisierung der Trägerarbeit
Während Viehzucht und Feldwirtschaft in den Gesellschaften des Inlandes bis ins 19. Jahrhundert hinein die wichtigsten wirtschaftlichen Grundlagen bildeten, wurde spätestens ab Mitte des 19. Jahrhunderts der Handel mit Elfenbein die alles bestimmende Wirtschaftskomponente. Das zeigte sich in der unmittelbaren Beteiligung vieler Menschen am Handel. Zum einen richteten sie selbst Karawanen zur Küste aus, zum anderen arbeiteten sie als Träger. War zuvor Handel eine beigeordnete Tätigkeit, die von einem kleinen Teil der Gesellschaft betrieben wurde, waren nun zahlreiche Männer und Frauen involviert, um 1890 etwa ein Drittel der männlichen Bevölkerung von Unyamwesi. Der sansibarische Historiker Abdul Sheriff sprach in diesem Zusammenhang auch von einer Proletarisierung der Träger. Gleichzeitig trugen die Einkommen der Träger dazu bei, dass Reichtum in den Heimatgesellschaften angehäuft werden konnte. Der Verdienst der Träger wurde zum großen Teil in Vieh und weitere Ehefrauen umgemünzt, die zum Wohlstand des heimischen Haushaltes beitrugen.

#### Professionalisierung der Elefantenjagd
Darüber hinaus wirkte sich der Handel auch indirekt auf die lokale Wirtschaft aus. Die Jagd nach Elefanten wurde zu einem wachsenden Wirtschaftszweig. Die Küstenhändler jagten nicht selbst, vielmehr kauften sie vorhandenes Elfenbein auf oder rüsteten Jägergruppen im Inland aus, die die Jagdzüge unternahmen.
In anderen, von den Karawanenrouten weiter abgelegenen Gegenden hatten die Gesellschaften keinen direkten Kontakt zu den Küstenhändlern. Zu ihnen gelangte die gestiegene Nachfrage nach Elfenbein über Zwischenhändler. Auch in diesen Regionen stiegen die Preise für Elfenbein in raschem Tempo und führten zur Bildung von professionellen Elefantenjägergruppen.

#### Demographische Entwicklung
All diese Faktoren führten zu einem zunehmenden Ungleichgewicht in der wirtschaftlichen Entwicklung, hin zu einer Ökonomie, die immer weniger auf Nachhaltigkeit ausgerichtet war. Der Wohlstand, der durch den Handel akkumuliert werden konnte, konzentrierte sich auf eine abnehmende Bevölkerungsgruppe. Lebensmittelvorräte schmolzen und boten keine Sicherheit mehr bei drohenden Dürren.
Die Krankheiten stellten ein gefährliches Hindernis für die demographische Entwicklung dar. Nicht allein die Mobilität, auch die Kriege und daraus resultierende Bevölkerungskonzentrationen in großen Siedlungen mit Verteidigungsanlagen führten zu einer rascheren Ausbreitung von Ansteckungskrankheiten. Karawanenmitglieder waren häufig mit Pocken infiziert, vermutlich virulente asiatische und europäische Varianten der Krankheit, gegen die kaum Immunität bestand. Auch die Cholera und Geschlechtskrankheiten wurden weithin verbreitet. Der Zusammenzug der Menschen in größeren Siedlungen hatte eine Verwilderung großer Gebiete zur Folge und begünstigte die Ausbreitung der Tsetsefliege und damit der Schlafkrankheit. Die Gonorrhoe, die wenig akute Symptome aufweist, führte bei vielen Frauen zu Unfruchtbarkeit und war vermutlich die Hauptursache für die niedrigen Geburtenraten ab den 1870er Jahren.

#### Abnehmende Elefantenbestände
Die Folge des boomenden Handels war schließlich eine dramatische Abnahme der Elefantenbestände in ganz Ostafrika. In den 1880er Jahren wurden drei Viertel des Weltmarktbedarfs von ostafrikanischem Elfenbein gedeckt, wofür jährlich 40.000 bis 60.000 Tiere gejagt wurden. Die „Elefantenfrontier“ verschob sich damit immer weiter in den Kontinent hinein, die Profite waren stärker umkämpft, Karawanenhändler mussten immer längere Reisen auf sich nehmen, um die stetig steigende Nachfrage zu befriedigen.

### Kulturtransfer
Der transregionale Handel, der große Teile der Bevölkerung Ostafrikas mit einbezog, bewirkte auch eine Reihe von wichtigen kulturellen Veränderungen. Die Menschen im Inland sahen in der islamischen Küstenkultur eine attraktive Lebensform und begannen sie in vielerlei Hinsicht nachzuahmen und sich anzueignen. Durch die hohe Mobilität entlang der Karawanenrouten entwickelte sich auch ein reger Austausch kultureller Elemente ganz unterschiedlicher Art unter den innerafrikanischen Gesellschaften. Tanz- und Musiktraditionen, landwirtschaftliche Techniken und Anbauprodukte, Kleidungsstile, religiöse Praktiken und Kinderspiele veränderten sich unter dem Einfluss der Begegnungen.

#### Stadtgründungen

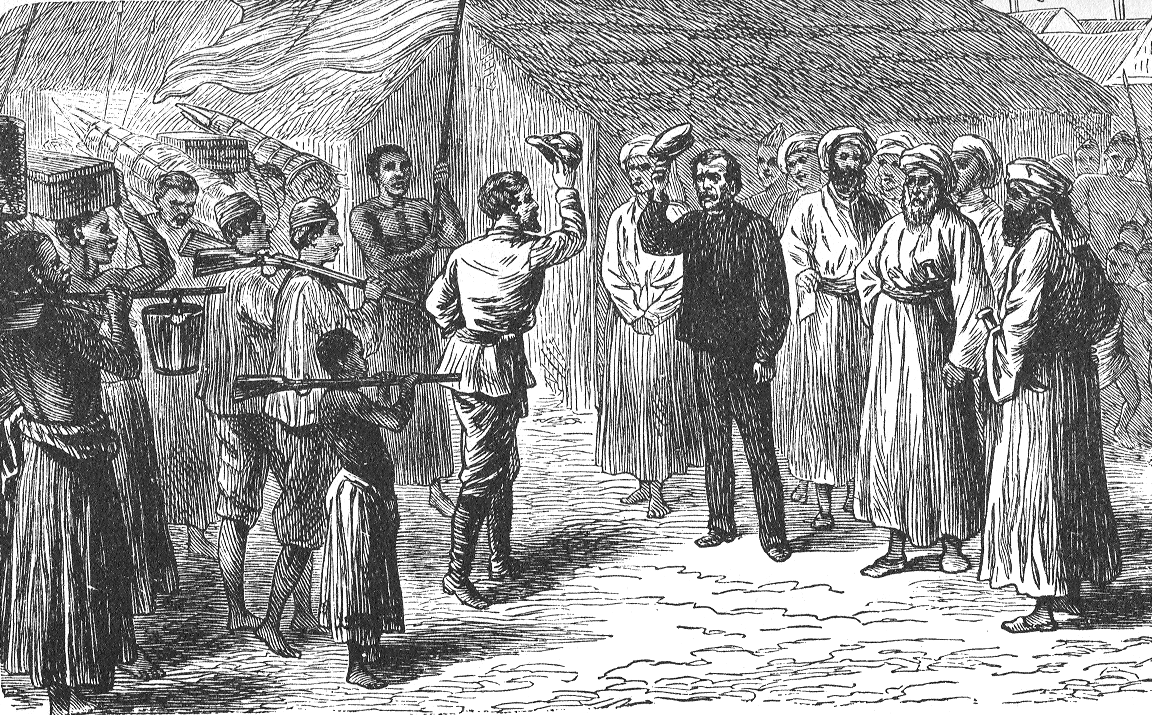
Henry Morton Stanley (links) trifft in Ujiji auf David Livingstone (rechts). Hinter Livingstone stehen muslimisch gekleidete Würdenträger, hinter Stanley sein persönlicher Begleiter Kalulu, Träger und militärische Begleiter. Außerdem ein Flaggenträger mit der britischen Flagge. (Zeichnung aus Stanleys Buch Wie ich Dr. Livingstone fand).

Wie die Karawanen selbst Orte des Waren- und Ideenaustausches darstellten, so galt das auch für die Stützpunkte entlang der Karawanenrouten. Sie wurden an Orten errichtet, die den einheimischen Karawanenführern bereits bekannt waren. Oft handelte es sich dabei um bereits vorhandene Dörfer, zuweilen um den Sitz einer freundlich gesinnten einheimischen Autorität. Die Küstenhändler etablierten hier im Laufe der Zeit starke Niederlassungen mit militärischer Verstärkung, in der Regel in Allianz mit den lokalen Oberhäuptern. Nicht selten wurden sie von ihnen um Unterstützung gebeten.
Diese Orte entwickelten sich schnell zu lebendigen Anlaufpunkten für den Handel und zogen weiteren Zuzug nach sich. Indische und Küstenhändler errichteten Zweitwohnsitze und heirateten in angesehene lokale Familien ein. Hier ließen sie sich auch nieder, wenn sie nicht mehr zur Küste zurückkehren konnten, weil sie verschuldet waren. Es entstanden Moscheen, Wechselbüros, Geschäfte, Steinhäuser im Swahili-Stil und Karawansereien. Tabora und Ujiji sind Beispiele für diese Expansion der Küstenkultur, in die der sansibarische Sultan seine Macht auszuweiten versuchte, indem er auch hier Gesandte ernannte. Solche Städte hatten eine große Anziehungskraft für die umliegenden lokalen Gesellschaften; sie waren daher auch keine Kopien der urbanen Swahili-Kultur, sondern verschmolzen mit den jeweiligen regionalen Kulturen. In Ujiji am Tanganjika-See beispielsweise lebten, als der Missionar Edward Hore sich 1876 dort aufhielt, ungefähr 30 bis 40 Küstenhändler, die mehrere Tausend Menschen umfassende Einwohnerschaft indes stammte fast ausschließlich aus dem Umland. Dennoch übten diese Städte, ebenso wie die Karawanen während ihrer Reise selbst, mit ihrem Flair von Weltgewandtheit und den Verbindungen zu einem internationalen Handelsnetz eine große Anziehungskraft aus. Sie waren Zentren des Kulturtransfers und der Aneignung kultureller Elemente der Küste.

#### Islamisierung
Eine zentrale Rolle in diesem Prozess der Kulturtransfers nahm die Islamisierung ein. Viele Beteiligte im Karawanenhandel erlebten, dass der Übertritt zum Islam den Handel mit den Kaufleuten von der Küste erleichterte. Zudem konnte man damit den sozialen Unterschied zu den Küstenhändlern, die sich den „heidnischen“ Völkern im Inland überlegen fühlten, verringern. Die Ausbreitung des Islams erfolgte in den Karawanen und entlang der Karawanenrouten. Händler unterstützten oft die Konversion ihrer Gefolgsleute zum Islam. Dabei spielten die sich in Ostafrika ausbreitenden Sufi-Bruderschaften, insbesondere die Qadiriyya, eine zentrale Rolle. Sie verbanden Elemente lokaler Religionen mit dem Islam und waren durch öffentliche religiöse Tanzzeremonien und Rituale besonders populär. Vom an der ostafrikanischen Küste bisher praktizierten Islam unterschied sich die Qadiriyya auch durch ihren integrativen Charakter. In ihr fanden Menschen ungeachtet ihres sozialen Status, ihrer Herkunft und Bildung Aufnahme.

#### Alltags- und Konsumkultur
Die Anpassung an die Küstenkultur bedeutete nicht allein die Übernahme eines neuen religiösen Glaubens. Sie war verbunden mit der Aneignung einer neuen Körperkultur, mit der Übernahme von Kleidungsstilen, Ernährungsregeln, Reinheitsgeboten und islamischen Beschneidungsgewohnheiten; junge Männer ließen sich keine Zöpfe mehr wachsen, sondern schoren sich nach dem Vorbild der Küste die Köpfe; es breitete sich auch die Sitte aus, Koranverse als Amulette bei sich zu tragen.
Die Händler des Inlands legten im Laufe der Zeit und ihres Kontaktes mit den Küstenhändlern großes Interesse für jede Art von importierten Waren an den Tag. So wurden innerhalb kurzer Zeit Regenschirme zu begehrten Prestigegütern, andere begehrte Waren waren Jagdgewehre, Geld in Münzen und Medizin. Kleidung aus den Baumwollstoffen, die durch den Handel ins Landesinnere gelangten, wurde zum Zeichen von Ansehen und Macht. Chiefs, so etwa Semboja in Mazinde, kleideten sich in feine arabische Stoffe und richteten ihr Haus mit Luxusgütern aus aller Welt ein.
Die Insignien der Karawanenkultur, Gewehre und Gewehrkugeln, Flaggen und Münzen, fanden Eingang in die Alltagskultur, wurden in die Ausstattung lokaler Kriegergruppen integriert, zu Schmuck verarbeitet und spiegelten sich in Kinderspielen wider. Kinder fertigten sich allerorten Spielzeuggewehre an. Der Historiker John Iliffe berichtet von einem Spiel der Yao, bei dem sich Kaufleute und Sklaven gegenüberstanden: Der Verlierer starb unterwegs.

## Sklaven und Sklavenhandel ab 1870
Ab 1870 wuchs der Einfluss Großbritanniens auf den sansibarischen Sultan massiv. Nachdem Said ibn Sultan 1856 gestorben war, kam es unter seinen Söhnen zu Streitigkeiten um den Thron. Das Reich wurde aufgeteilt, in Sansibar bestieg Madschid bin Said den Thron, sein älterer Bruder Thuwaini wurde Sultan von Oman. Der Nachfolgestreit und ein Umsturzversuch, von seinem Bruder Barghasch ibn Said unternommen, setzten Madschid so unter Druck, dass ihm die britischen Bemühungen, zu schlichten und ihn zu unterstützen, willkommen waren.
Großbritanniens Einfluss als starker Partner machte sich zunehmend in der sansibarischen Politik bemerkbar, nachdem als Madschids Nachfolger Bargash 1866 den Thron bestieg. Bargash baute die Kontrolle des Sultans über die Küste beträchtlich aus. Unterstützt wurde er dabei vom britischen Generalkonsul John Kirk in Sansibar und dem militärischen Kommandeur Lloyd Mathews, beide auch im Innern des Landes bekannt und gefürchtet. Im Gegenzug verlangten die Briten vom Sultan die Durchsetzung des Sklavenhandelsverbotes, das seit den 1850er Jahren wiederholt Verhandlungsgegenstand zwischen Großbritannien und den Sultanen in Sansibar gewesen war. Sklaverei stellte unverändert einen gewinnträchtigen Faktor der sansibarischen Wirtschaft dar, als Exportprodukt im Indischen Ozean ebenso wie als Arbeitskraftreservoir für die Plantagenwirtschaft an der Küste. Großbritannien indes wurde im Indischen Ozean eine immer stärkere Seemacht – insbesondere, nachdem 1869 der Suezkanal eröffnet war – und konnte mit seiner Macht über den Handelsweg nach Indien Sansibar empfindlich unter Druck setzen.

## Plantagenwirtschaft und Sklaverei an der Küste
Obwohl sich Bargash den britischen Forderungen nach einem Verbot des überseeischen Sklavenhandels gebeugt hatte, wurde auch weiterhin mit Sklaven gehandelt. Da sie jedoch nicht mehr verschifft werden konnten, überschwemmten sie das Festland des ostafrikanischen Marktes. Der Bedarf an Arbeitskräften war ohnehin groß und stieg durch den Handelsboom unablässig. Neben der Produktion von Gewürznelken für den Export diente die Plantagenwirtschaft an der ostafrikanischen Küste zum einen der Subsistenzwirtschaft, um die Städte zu versorgen. Zum anderen arbeitete sie auch dem interregionalen Handel zu, indem sie Zucker produzierte, der im Inland zu einer begehrten Tauschhandelsware wurde.
Tatsächlich führte das Sklavenhandelsverbot zu einer dramatischen Verschlechterung der Lebensbedingungen für Sklaven. Das Verbot von Sklavenexporten machte Sklaven zu einer billigen Handelsware, die Profite sanken. Sklaven waren nicht mehr ein Besitz, um dessen Wohlergehen man sich, ganz zum eigenen Vorteil, sorgte. Tatsächlich wurde es für Plantagenbesitzer preiswerter, die Arbeitskraft der Sklaven rücksichtslos auszubeuten und nachzukaufen, wenn sie starben, als Vorkehrungen für ihre angemessene Versorgung zu treffen.
Die Folge war ein beträchtlicher Werteverlust und immer rücksichtslosere Sklavenjagden, um den Profitverlust aufzufangen. Das bevorzugte Gebiet der Sklavenjäger war das südliche Tanganyika um Nyassa-See und Sambesi, das bereits seit mehr als zweihundert Jahren als Lieferant für Sklaven diente und wo seit langem die Yao als Sklavenhändler Handelsstrukturen etabliert hatten. Hier wurden ganze Landstriche entvölkert, der Exodus von vor allem kräftigen, jungen Männern und Frauen führte zum Niedergang wirtschaftlicher, kultureller und politischer Strukturen. Viele Opfer starben bereits während der Jagd: Der anstrengende Marsch zur Küste mit schlechter Versorgung und ohne medizinische Betreuung forderte nach Schätzungen das Leben von 50 bis 70 Prozent derjenigen, die den Weg angetreten hatten.

## Kolonialisierung und das Ende des Karawanenhandels
Dem rasanten Wirtschaftswachstum und der damit einhergehenden rücksichtslosen Plünderung von menschlichen und ökologischen Ressourcen folgte am Ende des Jahrhunderts ein nicht weniger abrupter wirtschaftlicher Bruch. Er war nicht allein die Folge der um 1888 einsetzenden Kolonialisierung durch das Deutsche Reich, auch wenn diese die politischen Strukturen zu Ungunsten der Händler veränderte und die Eroberer den Handel unter ihre Kontrolle zu bringen versuchten. Am Ende des 19. Jahrhunderts erlebte Ostafrika ein Jahrzehnt des Hungers und der grassierenden Krankheiten, die – durch die sich globalisierende Wirtschaft – die Region eroberten. Das Elfenbein musste aus immer entfernteren Regionen zur Küste gebracht werden, die Reisen wurden länger und durch die Militarisierung des Inlands immer gefährlicher. Neue Rohstoffe, vor allem Kautschuk, eroberten den Markt.

### Europäische Expeditions- und Verwaltungsreisende
Der Beginn der Kolonialisierung Tanganyikas Ende des 19. Jahrhunderts bedeutete nicht das Ende des Karawanenhandels. Vielmehr reisten viele europäische Reisende, wie David Livingstone, Henry Morton Stanley, Richard Burton und John Hanning Speke sowie die erste Generation von Kolonialbeamten, etwa Hermann von Wissmann und Carl Peters, mit erfahrenen Karawanenhändlern und profitierten von deren geographischen Kenntnissen und ihrem Wissen über die Bewohner des Landesinneren. Tatsächlich hatte sich in Sansibar bereits seit den 1870er Jahren eine Infrastruktur für die europäischen Reisenden entwickelt, die sich von hier aus aufmachten, den Kontinent zu „entdecken“. Sewa Hadji, ein indischer Geschäftsmann an der Küste, war die erste Adresse für die Ausrüstung der Expeditionen ruhmhungriger europäischer Reisender, er vermittelte zudem Träger und Anschluss an Handelskarawanen.
Auch die deutschen Kolonialherren bedienten sich Methoden, die an jene der Karawanenhändler angelehnt waren. Sie errichteten ihre Stationen entlang der bestehenden Karawanenstraßen, stellten ihre Truppen zum großen Teil aus Führern, Dolmetschern und Söldnern zusammen, die ihre Kenntnisse bei der Arbeit im Karawanenhandel erworben hatten, und waren daran interessiert, den Handel und seine Gewinne unter ihre Kontrolle zu bekommen.

### Die koloniale Kontrolle über den Handel
Das geschah mit dem Hinweis auf die durch die Karawanen sich ausbreitenden Krankheiten, vor allem aber unter dem Vorwand, damit den Sklavenhandel zu bekämpfen, der in den 1890er Jahren verboten wurde, und die „arabische Vorherrschaft“ auf dem Festland aufzuheben. Ab 1895 dominierten zunehmend deutsche Firmen den Handel mit Kopal und Kautschuk, deutsche Dampfer stellten eine starke Konkurrenz zu den bisherigen Transportmitteln auf See, den Dhaus, dar.
Durch den sogenannten Helgoland-Sansibar-Vertrag wurde Sansibar administrativ vom unter deutschem Herrschaftseinfluss stehenden Festland getrennt und in das britische Imperium eingefügt. Die indische Handelselite, die im Elfenbeinhandel eine Schlüsselstellung eingenommen hatte und die von Briten wie von Deutschen als Untertanen des britischen Imperiums gesehen wurden, wurde von deutschen Handelshäusern als Konkurrenz mehr und mehr ausgeschaltet.
Schließlich verfügte die Kolonialregierung in den Küstenorten den Markthallenzwang. Durch die Errichtung von Markthallen, in denen der Wert aller Produkte aus dem Landesinneren durch öffentliche Versteigerung festgelegt werden sollte, ließ sich der Handel besser kontrollieren und durch die zusätzlich erhobenen Gebühren profitierte die Kolonialadministration erheblich vom Handel. Die Preise für Produkte aus dem Inland stiegen rasch und Importfirmen und Händler machten wesentlich kleinere Gewinne.

### Verbot des Elfenbeinhandels

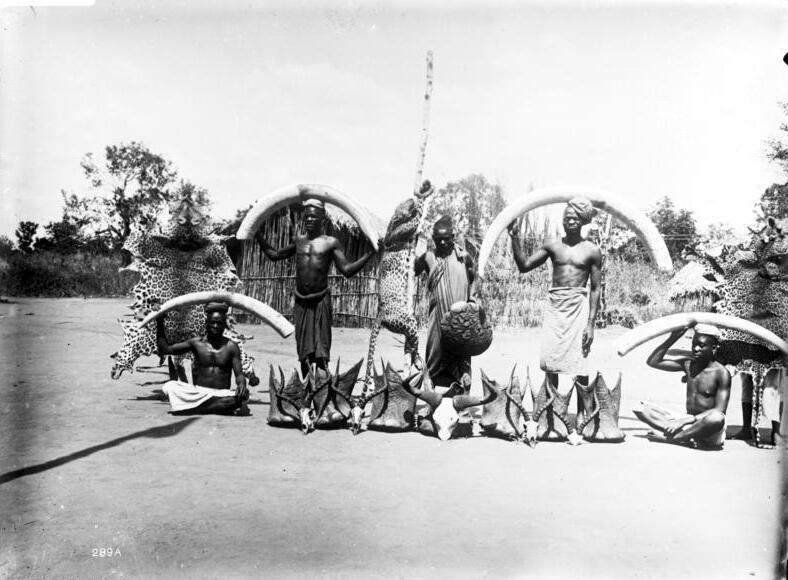
Afrikaner mit Jagdtrophäen und Elfenbein zweier Elefanten in Deutsch-Ostafrika (zwischen 1906 und 1918)

Die vielerorts dezimierten Elefantenbestände, über die sich europäische Beobachter schon Ende des 19. Jahrhunderts besorgt geäußert hatten, versuchte man mit einem Export- und Jagdverbot zu schützen. Seit 1908 galt in Deutsch-Ostafrika ein Jagdverbot für Elefanten, das nur für Inhaber von Jagdscheinen gegen hohe Gebühren Ausnahmen erlaubte und insgesamt das Erlegen von zwei Tieren je Inhaber gestattete.

### Eisenbahnbau
Mit dem Bau der Eisenbahnlinien, ab 1891 von Tanga aus die Usambarabahn, ab 1896 in Britisch-Ostafrika die Uganda-Bahn und ab 1904 die Tanganjikabahn, fand der Karawanenhandel durch die Konkurrenz der Bahn schließlich ein Ende. Die Zahl der Träger, die von Bagamoyo ins Landesinnere reisten, sank zwischen 1900 und 1912 von 43.880 auf 193. In anderen Gegenden waren die Menschen noch lange auf den Transport von Gütern durch menschliche Kraft angewiesen. Dennoch entwickelten sich mit der Eisenbahn neue Zentren und die des Karawanenhandelssystems verfielen. Ujiji und Bagamoyo etwa verloren mit der Bahn völlig an Bedeutung, während die Städte Dar es Salaam und Kigoma, Anfangs- und Endpunkte der Tanganjika-Bahn, florierten.

## Kontinuität der Handelsstrukturen des 19. Jahrhunderts
Die sozialen, geographischen und kulturellen Strukturen, die sich durch den Handel im 19. Jahrhundert herausgebildet hatten, bestimmten jedoch die weitere Entwicklung der Region wesentlich mit. Die neu entstehenden kolonialen Eisenbahnen, so die Tanganjika-Bahn, die Bahnlinie zum Kilimandscharo und die Uganda-Bahn, wurden mit geringen Abweichungen entlang bisheriger Karawanenstraßen gebaut und sollten dem gleichen Zweck dienen wie die Karawanenwege: dem Abtransport von Rohstoffen zur Küste.
Die koloniale Machtergreifung erfolgte von den Zentren des Karawanenhandels aus, von der Küste und von den im 19. Jahrhundert entstandenen Städten im Inland. Die innerafrikanischen Gesellschaften reagierten auf die neuen Eindringlinge mit den zuvor etablierten Strategien: Sie arrangierten sich und versuchten, ihrerseits davon zu profitieren. So stammten Wanderarbeiter auf Plantagen der neuen Kolonialherren sowie auf den Baustellen der Bahnlinie aus jenen Gegenden, aus denen Jahrzehnte zuvor Träger für Karawanen gekommen waren. Sie organisierten sich nach den gleichen Strukturen wie die Träger des Karawanenhandels, arbeiteten zu gleichen Bedingungen und nutzten ähnliche Strategien, um ihre Forderungen nach Lohn, angemessener Arbeitszeit und Verpflegung durchzusetzen.
Kulturell blieb eine Zweiteilung zwischen der islamisch geprägten Küste mit ihren Niederlassungen entlang der Karawanenwege und dem nichtislamischen Inland bestehen. Zwar setzte sich die Ausbreitung des Islams im Inland fort, sie geschah aber vor allem entlang der neu entstandenen Eisenbahnlinien. Kiswahili als Verkehrssprache des Karawanenhandels wurde von den britischen und deutschen Kolonialadministrationen als Sprache der Herrschaft übernommen. Nach der Unabhängigkeit der ostafrikanischen Staaten bildete Ostafrika so die einzige Region südlich der Sahara, die auf eine afrikanische Sprache als gemeinsame Verkehrssprache zurückgreifen konnte.
Eine entscheidende Folge des regen Kulturaustausches, der im 19. Jahrhundert stattgefunden hatte, war die Organisation eines breiten, ethnische Gruppen übergreifenden Widerstandes gegen die deutsche Kolonialherrschaft während des Maji-Maji-Krieges 1905–1907. In dem Aufstand äußerte sich nicht nur eine erneuerte Form der Religion, die auf den intensiven Kontakt mit Elementen anderer Religionen zurückging, sondern auch das Bewusstsein eines ethnisch übergreifenden Zusammenhaltes unter den innerafrikanischen Bewohnern.

## Forschungsgeschichte
Der Einfluss der Küste bei der Etablierung des interregionalen Karawanenhandels in Ostafrika ist lange vornehmlich als Tyrannei der arabischen Händler über das afrikanische Hinterland beschrieben worden. Europäische Reisende, insbesondere Missionare, die im Lauf des 19. Jahrhunderts Ostafrika bereisten, zeichneten das Bild gewissenloser muslimischer Sklavenhändler wiederholt und nachdrücklich. Das Bild der islamischen Tyrannen blieb lange unhinterfragt, christliche Missionen diskreditierten damit die Konkurrenz des sich ausbreitenden Islam in ihrem Betätigungsfeld, deutsche Kolonialagenten fanden darin einen willkommenen Vorwand, das Land unter ihren „Schutz“ zu stellen.
Diese Perspektive blieb in der Forschung lange vorherrschend. Der Handel in Ostafrika wurde in erster Linie als Sklavenhandelssystem thematisiert, innerhalb dessen die Küstenhändler agierten, während die innerafrikanischen Gruppen passive Opfer darstellten. Die intensiven wirtschaftshistorischen Arbeiten der Historiker der sogenannten Dar-es-Salaamer Schule in den 1960er Jahren, die sich besonders einer afrikanischen Nationalgeschichtsschreibung verpflichtet fühlten, verschoben diesen Fokus. Sie zeigten, dass der Karawanenhandel sich am Weltmarkt orientiert hatte, zuvörderst auf dem Profit des Elfenbeines basierte und der Sklavenhandel sich dabei vielmehr als Nebenprodukt entwickelte. Dennoch thematisierten auch sie die Geschichte des Karawanenhandels in erster Linie als eine Geschichte einer Unterentwicklung des originären Afrikas.
In den 1980er Jahren setzte mit einer allgemeinen Erweiterung der historischen Perspektiven auf afrikanische Geschichte auch eine Neubeurteilung des ostafrikanischen Handelsbooms ein. Er wurde nicht mehr als Ausbeutung des Inlands durch die Küstenhändler bewertet, vielmehr wurde der Handel als komplexes System verstanden, in dem Gewinner und Verlierer nicht ethnisch oder geographisch zuzuordnen waren. Die Beteiligung einzelner Regionen und spezieller Akteure des Handels, wie der Träger oder die von Frauen, gewannen ebenfalls Raum in den Darstellungen. Innerafrikanische Händler als Akteure, die selbst mit Sklaven handelten, oder Sklaven aus dem Inland, die in der Küstengesellschaft aufstiegen, die Aneignung des Islams als Strategie, Teil der Swahili-Gesellschaft zu werden, sind Beispiele, die zeigen, dass aus allen Regionen Ostafrikas Menschen aktiv die Veränderungen mitgestalteten.
Aufbauend auf dem Urteil des britischen Historikers John Iliffe wurde das komplexe Handelsnetzwerk, das im 19. Jahrhundert die Gesellschaften Ostafrikas so gravierend bestimmte, zunehmend als prägend für die nachfolgende Kolonialisierung und die heutige Gestalt der einzelnen Nationalstaaten der Gegend beurteilt. Viele Veränderungen, die während der Kolonialzeit und in der nachkolonialen Phase stattfanden, so der Schluss aktueller Forschungen, wurden von der afrikanischen Bevölkerung durch Reaktionen und Strategien geprägt, die ihre Wurzeln in den Erfahrungen des 19. Jahrhunderts hatten.